# Rock

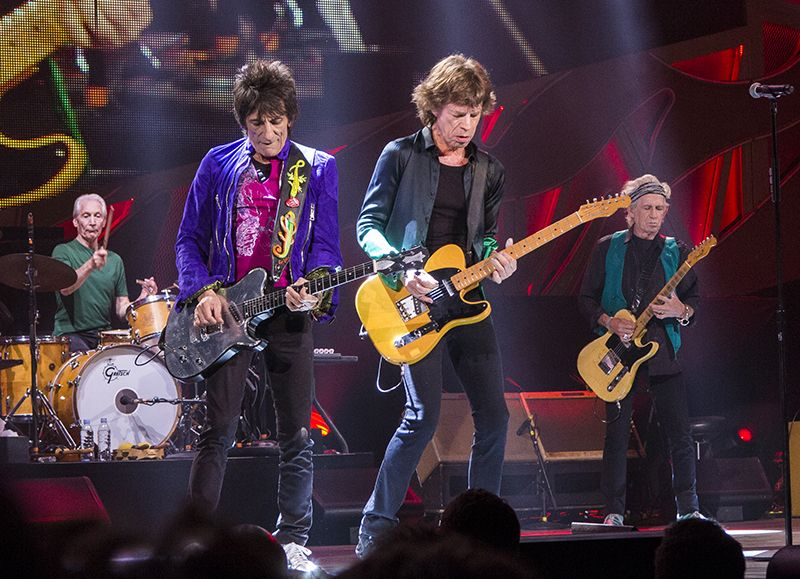
I Rolling Stones vengono spesso citati tra le formazioni rock più influenti di sempre.

Il rock è un genere della popular music sviluppatosi negli Stati Uniti e nel Regno Unito nel corso degli anni cinquanta e sessanta del XX secolo. Negli anni il termine rock è diventato un termine generico usato per indicare una grande varietà di sottogeneri musicali che si sono sviluppati nel corso del tempo. È un'evoluzione del rock and roll, un genere che attingeva direttamente dai generi blues e rhythm and blues derivati dalla musica afroamericana e dalla musica country. La musica rock ha anche attinto fortemente da una serie di altri generi come il blues elettrico e il folk e ha incorporato influenze da altri stili musicali, compresi il jazz e la musica classica. 
Musicalmente il rock è incentrato sull'uso della chitarra elettrica, solitamente accompagnata dal basso elettrico e dalla batteria. Di solito il rock è basato su canzoni con un tempo in 4/4 che usa una forma strofa-ritornello, ma il genere è diventato estremamente vario. Come nella musica pop, i testi spesso mettono in risalto l'amore romantico ma affrontano anche un'ampia varietà di altri temi, spesso sociali e politici.
I musicisti rock a metà degli anni sessanta iniziarono a privilegiare l'album sul singolo come forma principale di espressione e consumo di musica registrata, con i Beatles in prima linea in questo sviluppo. I loro contributi hanno conferito al genere una legittimità culturale nel mainstream e hanno avviato un'era di album rock che ha dominato l'industria musicale nei decenni successivi. Nel periodo del "classic rock" della fine degli anni sessanta, erano già emersi numerosi sottogeneri distinti di musica rock, inclusi ibridi come blues rock, folk rock, country rock, southern rock, raga rock e jazz rock, molti dei quali hanno contribuito allo sviluppo del rock psichedelico, influenzato dalla controcultura degli anni 1960 psichedelica e hippy. Nuovi generi emersi successivamente includevano il rock progressivo, che estendeva gli elementi artistici, il glam rock, che metteva in risalto lo spettacolo e lo stile visivo, e il sottogenere vario e duraturo dell'heavy metal, che enfatizzava il volume, la potenza e la velocità. Nella seconda metà degli anni settanta il punk rock ha reagito producendo critiche sociali e politiche essenziali ed energiche. Il punk ha avuto un'influenza negli anni ottanta sulla new wave, sul post-punk e infine sul rock alternativo.
Negli anni novanta si è assistito alla diffusione dei generi derivati grunge, britpop, indie rock e post-rock. Da allora sono emersi ulteriori sottogeneri di fusione, inclusi pop punk, rock elettronico, rap rock e rap metal, oltre a tentativi consapevoli di rivisitare la storia del rock, inclusi i revival garage rock e post-punk nei primi anni 2000.
Dopo aver raggiunto il proprio picco massimo di evoluzione con la comparsa dei suddetti sottogeneri, tra la fine degli anni 2000 e l'inizio degli anni 2010 il rock è andato incontro ad un lento declino in fatto di popolarità e rilevanza culturale, con l'hip hop che lo ha superato come genere musicale più seguito negli Stati Uniti. Negli anni 2020 la pandemia di COVID-19 ha avuto un forte impatto sulla scena rock, con molte esibizioni dal vivo cancellate o posticipate e alcuni artisti che hanno fatto ricorso a esibizioni online; l'inizio del decennio ha visto anche un revival della musica pop punk.
La musica rock ha inoltre contribuito al diffondersi di movimenti culturali e sociali, portando alla nascita di sottoculture come i mod e i rocker nel Regno Unito e la controcultura hippie, che, da San Francisco, si diffuse negli Stati Uniti negli anni sessanta. In modo analogo, la cultura punk degli anni settanta ha poi portato alla nascita delle sottoculture goth ed emo. Continuando una parte della tradizione folk delle canzoni di protesta, la musica rock è stata legata a forme di ribellione contro le norme sociali e politiche, assumendo un carattere anticonsumistico e anticonformistico, fenomeno poi ribaltato a partire dagli anni ottanta con la diffusione del glam e del pop rock.

## Caratteristiche

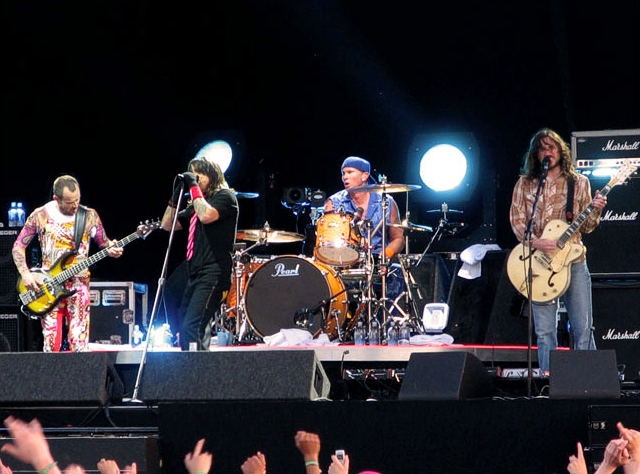
Una foto della formazione dei Red Hot Chili Peppers nel 2006, composta dal quartetto tradizionale delle formazioni rock (da sinistra a destra: bassista, cantante, batterista e chitarrista).

Le sonorità del rock sono caratterizzate prevalentemente dall'uso di strumenti elettrici, in particolare la chitarra elettrica, che in genere viene accompagnata da una sezione ritmica costituita da basso elettrico e batteria. Frequente negli anni sessanta fu la presenza dell'organo elettronico, come il Farfisa, il Vox Continental e l'Hammond. Dagli anni settanta in poi, sempre più frequentemente, hanno iniziato a fare la loro comparsa anche i sintetizzatori. La strumentazione rock di base è stata derivata dalla strumentazione di base delle band blues (chitarra solista di spicco, secondo strumento a corda, basso e batteria). La maggior parte delle formazioni rock è composta da quattro elementi, un quartetto solitamente formato da un chitarrista, un cantante, un bassista e un batterista. Esistono comunque anche formazioni più articolate, di cinque o più elementi, o meno articolate, con solo due o tre elementi. La ripartizione dei ruoli non rispetta inoltre uno standard e uno stesso musicista può ricoprire più ruoli all'interno di un gruppo musicale.
La musica rock è tradizionalmente costruita su semplici ritmi non sincopati in 4/4, tendenzialmente ripetitivi e con accento sul secondo e quarto movimento. Il materiale melodico usato ė spesso ricavato dai modi dorico, ionico e misolidio, più raramente da altri modi o scale. Le armonie spaziano ampiamente, fino a progressioni dissonanti. Soprattutto negli anni sessanta è forte la derivazione da blues e folk. Esiste una serie di topos armonici e progressioni di accordi che contraddistinguono almeno in parte la musica rock. Solitamente queste progressioni appaiono per tutta la durata del brano ripetendosi in modo ciclico (riff). Questo ė particolarmente comune nelle strofe (verses) della forma canzone ma spesso anche nei ritornelli (choruses) e nei ponti (bridges). Dalla fine degli anni cinquanta, e in particolare dalla metà degli anni sessanta in poi, la musica rock ha utilizzato spesso la struttura strofa-ritornello derivata dal blues e dalla musica folk, ma ci sono state notevoli variazioni da questo modello. I critici hanno sottolineato l'eclettismo e la diversità stilistica del rock. A causa della sua storia complessa e della sua tendenza a prendere in prestito elementi da altre forme musicali e culturali, è stato affermato che è impossibile legare la musica rock a una definizione musicale rigidamente delineata. Secondo il giornalista musicale Robert Christgau, "il miglior rock porta le virtù dell'arte popolare - immediatezza, utilità, pubblico naturale - nel presente con scatti di tecnologia moderna e dissociazione modernista".
A differenza di molti stili precedenti di musica popolare, i testi rock hanno affrontato un'ampia gamma di temi, tra cui l'amore romantico, il sesso, la ribellione contro l'establishment, le preoccupazioni sociali e gli stili di vita. Questi temi sono stati ereditati da una varietà di fonti come la tradizione pop di Tin Pan Alley, la musica popolare e il rhythm and blues. È stata spesso notata la predominanza di musicisti bianchi, maschi e spesso della classe media nella musica rock, e il genere è stato visto come un'appropriazione di forme musicali nere per un pubblico giovane, bianco e in gran parte maschile. Di conseguenza, si è anche visto che esprime le preoccupazioni di questo gruppo sia nello stile che nei testi. Nel 1972 Christgau sostenne che il rock, a parte qualche eccezione, "impersona abitudini e comportamenti associati agli uomini, soprattutto l'indole aggressiva e l'ipersessualità".
Da quando il termine "rock" ha iniziato ad essere usato di preferenza a "rock and roll" dalla fine degli anni sessanta, è stato solitamente contrapposto alla musica pop, con la quale ha condiviso molte caratteristiche, ma dalla quale è spesso distanziato da un'enfasi posta sulla musicalità, l'esecuzione dal vivo e la concentrazione su temi seri e progressisti come parte di un'ideologia di autenticità spesso combinata con una consapevolezza della storia e dello sviluppo del genere.
Nel nuovo millennio il termine rock è stato occasionalmente usato come termine generico, includendo forme come musica pop, musica reggae, musica soul e persino hip hop, dai quali è stato influenzato ma spesso contrastato per gran parte della sua storia.

### Progressioni armoniche più comuni
Quelle che seguono sono alcune delle progressioni armoniche più comuni nella musica pop/rock.
| Nome                              | Progressione |
| --------------------------------- | --- |
| Progressione “doo-wop”:           | \|\|: I – VI – IV – V :\|\|\| o \|\|: I – VI – II – V :\|\| |
| Progressione "cantautore"         | \|\|: VI – IV – I – V :\|\| (maggiore) \|\|: I – VI – III – VII :\|\| (minore) \|\|: I – V – VI – IV :\|\| (variante “With or Without You”) \|\|: IV – I – V – VI :\|\| (variante "deceptive”) |
| Progressione “Puff”:              | I – III – IV . . . (all inizio di una frase) |
| Progressione blues:m              | \|\|: I - - - \| IV - I - \| V IV I - :\|\| (12-battute) \|\|: I - - - \| I - - - \| IV - I - \| V IV I -:\|\| (16-battute)                                                                    |
| Progressione Pachelbel:           | \|\|: I – V – VI – III – IV – I – IV – V :\|\| \|\|: I – V6 – VI – III6 – IV – I6 – IV – V :\|\| (basso per gradi interi) I – V – VI – III . . . (all inizio di una frase)                     |
| La progressione lamento:          | \|\|: I – VII – VI – V :\|\| |
| Il circolo delle quinte (minore): | \|\|: I – IV – VII – III :\|\| |
| Progressioni plagali:             | \|\|: I - IV :\|\| \|\|: I - bVII - IV - I :\|\| \|\|: bVI - bIII - bVII - IV - I :\|\| |

## Anni cinquanta: il rock and roll

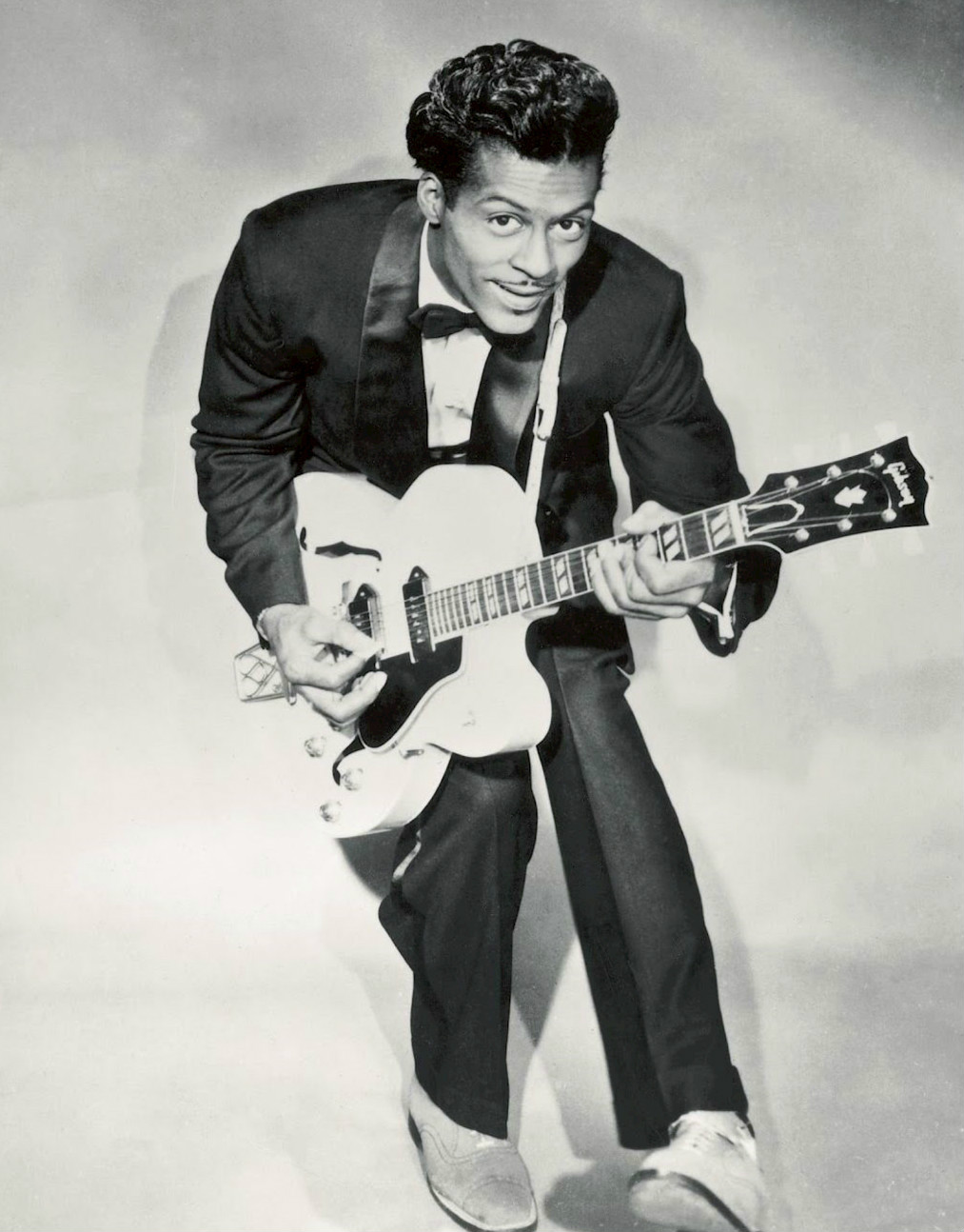
Chuck Berry in una foto del 1958

Le basi della musica rock sono nel rock and roll, che ha avuto origine negli Stati Uniti tra la fine degli anni quaranta e l'inizio degli anni cinquanta e si è rapidamente diffuso in gran parte del resto del mondo. Le sue origini immediate risiedono in una fusione di vari generi musicali neri dell'epoca, inclusi rhythm and blues e musica gospel, con la musica country. Il rock and roll ha rappresentato non solamente un nuovo genere musicale, ma anche un vero e proprio fenomeno sociale, specchio della cultura e della società del tempo, esaudendo così la necessità di emancipazione e i fermenti dei "neri e dei bianchi". Tra i precursori del rock vi sarebbe anche una danza dell'Africa occidentale, il rak. Come scrisse Michael Ventura nel suo importante saggio sulla musica rock, "Hear that Long Snake Moan": "Il rito voodoo della possessione da parte del dio è diventato lo standard di performance americana nel rock'n'roll. Elvis Presley, Little Richard, Jerry Lee Lewis, James Brown, Janis Joplin, Tina Turner, Jim Morrison, Johnny Rotten, Prince - essi si lasciarono possedere non da alcun dio che potessero nominare ma dallo spirito che sentivano nella musica. Il loro comportamento in questo stato di possessione era qualcosa che la società occidentale non aveva mai tollerato prima." L'espressione "rock and roll" venne utilizzata per la prima volta nel 1951 dal dj Alan Freed, per indicare la musica R&B trasmessa nel corso del suo programma radiofonico "The Moondog House Rock'n Roll Party".

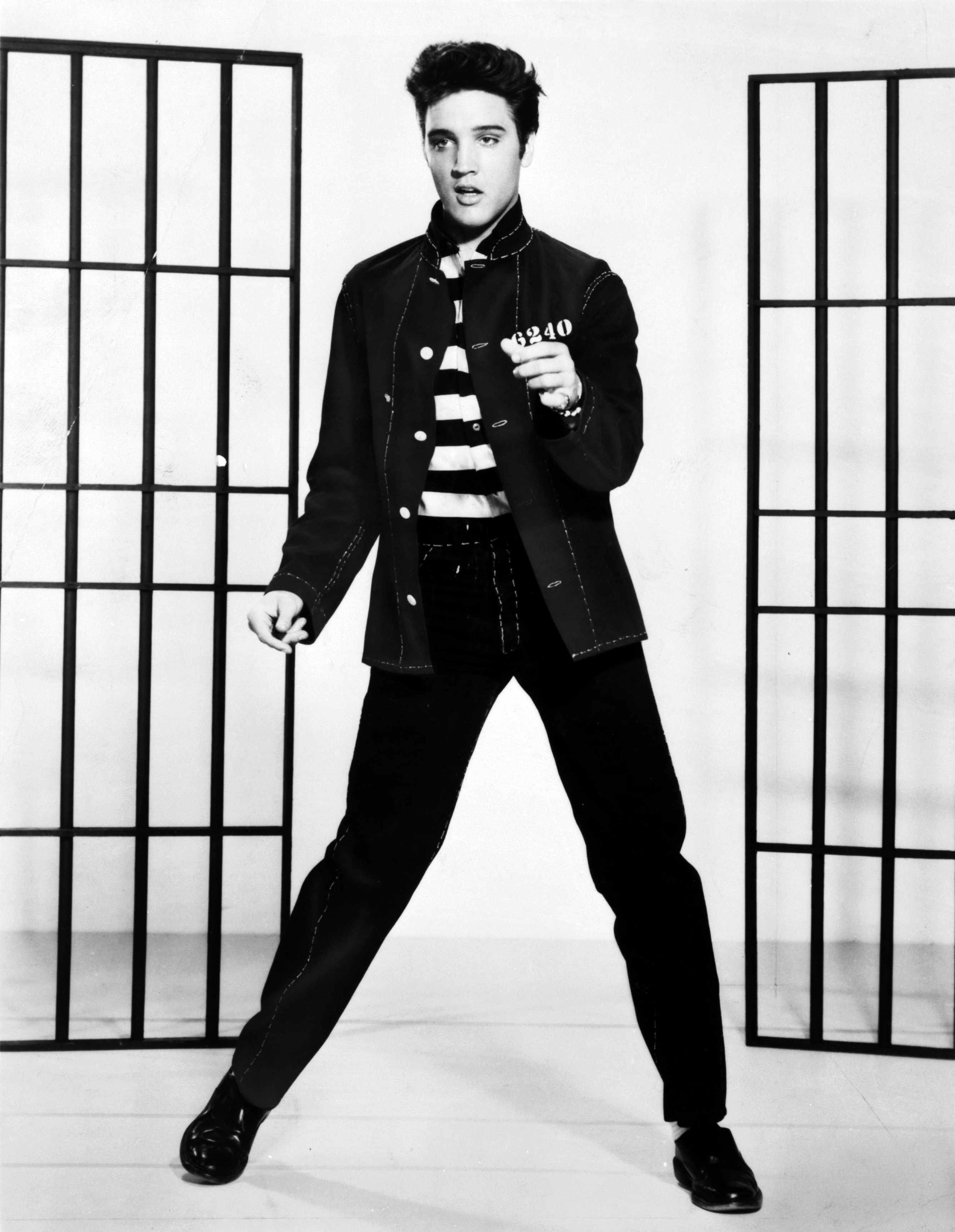
Elvis Presley in una foto promozionale per il film Il delinquente del rock and roll nel 1957

Tra i precursori rientrano Big Joe Turner nel 1939, con il singolo Roll 'Em Pete, e Sister Rosetta Tharpe nel 1944, con Strange Things Happening Every Day. Nel 1951 Jackie Brenston e i suoi Delta Cats registrarono quello che da molti è considerato come il primo vero e proprio brano rock and roll, Rocket 88, presso la Memphis Recording Service di Sam Phillips, raggiungendo il primo posto nella classifica R&B.
Verso la metà degli anni cinquanta iniziarono a riscuotere notevole successo Rock Around The Clock di Bill Haley & His Comets (1954), e soprattutto, That's All Right (Mama) di Elvis Presley (1954), registrata nei Sun Studio di Memphis, che diede origine al cosiddetto genere musicale del rockabilly. Allo stesso tempo, "Shake, Rattle & Roll" di Big Joe Turner, poi oggetto di una cover da parte di Haley, era già in cima alle classifiche R&B di Billboard. Tra gli altri artisti con i primi successi rock and roll vi sono Chuck Berry, Bo Diddley, Fats Domino, Little Richard, Jerry Lee Lewis e Gene Vincent. Presto il rock and roll divenne la forza principale nelle vendite di dischi americani e i crooner che avevano dominato il decennio precedente della musica popolare, come Eddie Fisher, Perry Como e Patti Page, trovarono meno spazio nelle classifiche pop.
I movimenti ispanici e latinoamericani nel rock and roll, che alla fine avrebbero portato al successo del latin rock e del chicano rock negli Stati Uniti, iniziarono a crescere nel sud-ovest. Altri stili come il doo wop ponevano l'accento su armonie vocali in più parti e testi di supporto (da cui il genere in seguito prese il nome), che erano solitamente supportati da strumentazione leggera e avevano le sue origini nei gruppi vocali afroamericani degli anni trenta e quaranta.
L'era vide anche la crescita della popolarità della chitarra elettrica e lo sviluppo di uno stile di suonare specificamente rock and roll attraverso esponenti come Chuck Berry, Link Wray e Scotty Moore. L'uso della distorsione fu reso popolare da Chuck Berry a metà degli anni cinquanta mentre l'uso di power chord è stato reso popolare da Link Wray alcuni anni dopo.
Nel Regno Unito, i movimenti trad jazz e folk hanno portato artisti di musica blues in visita in Gran Bretagna. Il successo di Lonnie Donegan del 1955 "Rock Island Line" ha avuto una grande influenza e ha contribuito a sviluppare la tendenza dei gruppi di musica da skiffle in tutto il paese, molti dei quali, tra cui i Quarrymen di John Lennon, passarono a suonare rock and roll.
Verso il finire del decennio, numerosi eventi negativi sancirono la fine degli anni d'oro del rock and roll: la morte di Buddy Holly, The Big Bopper e di Ritchie Valens in un incidente aereo; la partenza di Elvis per il servizio militare; i numerosi problemi giudiziari di Chuck Berry e Jerry Lee Lewis. L'ultimo evento culminante fu la morte di Eddie Cochran, il 17 aprile 1960, in un incidente automobilistico, in cui rimase ferito anche il musicista Gene Vincent.

## Il rock anni sessanta

### Pop rock e instrumental rock

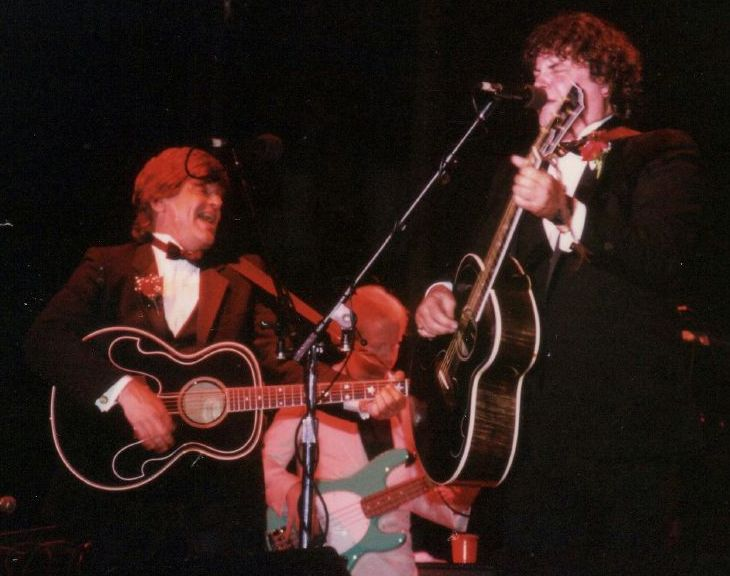
Gli Everly Brothers nel 2006

Il termine pop è stato usato sin dall'inizio del XX secolo per riferirsi alla musica popolare in generale, ma dalla metà degli anni cinquanta iniziò ad essere usato per un genere distinto, rivolto al mercato giovanile, spesso contraddistinto come un'alternativa più orecchiabile al rock and roll. Dal 1967 circa, fu usato sempre più in opposizione al termine musica rock per descrivere un genere più commerciale, effimero ed accessibile. Al contrario la musica rock era vista come incentrata su lavori più estesi, in particolare album, e spesso associata con particolari sottoculture (come la controcultura degli anni 1960), con una particolare enfasi sui valori artistici e l'autenticità, con frequenti esibizioni dal vivo e strumentali o virtuosità vocali e spesso vista come un genere che vedeva un continuo progresso piuttosto che il semplice riflesso di tendenze già esistenti. Nonostante ciò, pop e rock sono stati molto simili nel suono, nella strumentazione e anche nei testi.
Il periodo tra la fine degli anni '50 e i primi anni '60 è stato tradizionalmente visto come un'epoca di pausa per il rock and roll; nonostante ciò, in questo periodo ci sono state importanti novità e tendenze senza le quali non sarebbero stati possibili certi sviluppi futuri. Mentre però il primo rock and roll, in particolare con l'avvento del rockabilly, vide un grosso successo commerciale per interpreti maschi e bianchi, in questo periodo il genere fu dominato invece da artisti neri e donne. Il rock and roll non sparì alla fine degli anni '50 e parte della sua energia può esser vista nel twist dei primi anni '60, principalmente a beneficio della carriera di Chubby Checker.

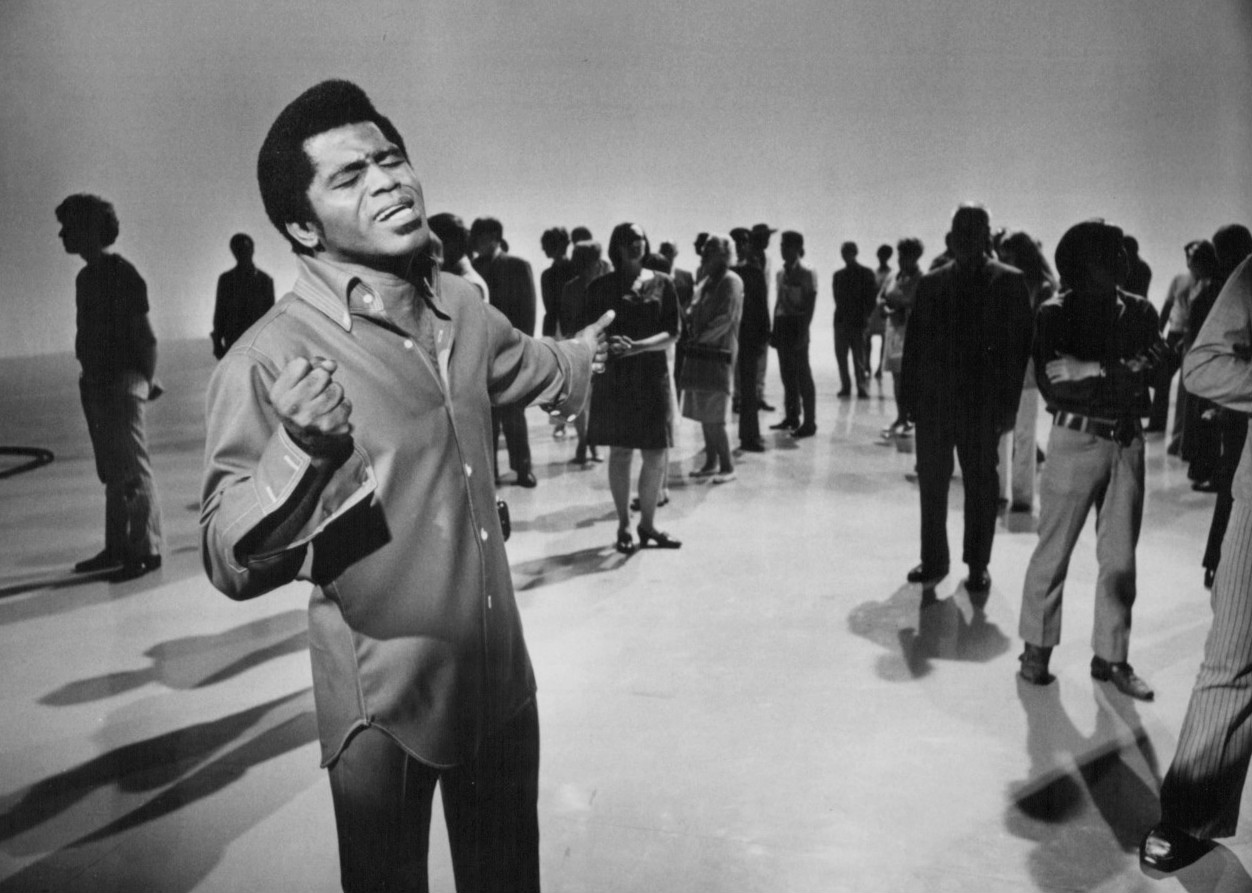
James Brown in concerto nel 1969

Cliff Richard ha avuto il primo successo rock and roll britannico con "Move It", inaugurando efficacemente il suono del rock britannico. All'inizio degli anni '60 il suo gruppo di supporto, gli Shadows, era il gruppo di maggior successo nella registrazione di musica strumentale. Mentre il rock 'n' roll stava svanendo in pop leggero e ballate, i gruppi rock britannici, fortemente influenzati da pionieri del blues-rock come Alexis Korner, stavano iniziando a suonare con un'intensità e una spinta che raramente si trovavano nei gruppi bianchi americani.
Fu inoltre significativo l'avvento della musica soul come forza commerciale considerevole. Sviluppandosi dal rhythm and blues con una nuova iniezione di musica gospel e pop, guidata da pionieri come Ray Charles e Sam Cooke dalla metà degli anni cinquanta e nei primi anni sessanta, artisti come Marvin Gaye, James Brown, Aretha Franklin, Curtis Mayfield e Stevie Wonder. Dai gruppi orecchiabili e melodici sotto la Motown Records, alle band guidate dai fiati della Stax/Volt Records, esistevano molte varianti all'interno della musica soul. Tutti questi stili di soul dominavano le classifiche di musica nera negli anni sessanta e spesso venivano proposte anche nelle classifiche pop. In questo periodo vi furono anche altri sviluppi tecnici importanti ed innovativi che influenzarono il rock, come il Wall of Sound di Phil Spector, da lui definito "approccio wagneriano al rock'n'roll".

### Surf music

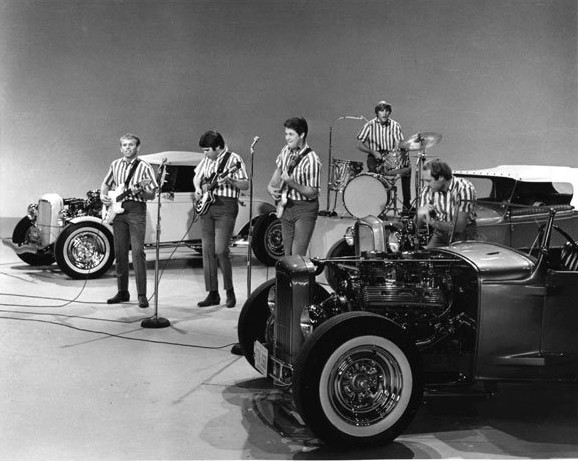
The Beach Boys in concerto (1964)

La surf music era una forma di rock strettamente associata alla cultura del surf, la cultura giovanile nata in quel periodo sulle spiagge della California meridionale. Pur essendo un genere suonato da musicisti bianchi e diretto a un pubblico bianco, il surf fu profondamente influenzato dalla musica nera. La prima ondata di surf rock fu lanciata da Dick Dale e il suo singolo Let's Go Trippin. Il singolo ebbe un notevole successo, ma limitato alla California; in seguito, tuttavia, ispirò altre band come The Chantays e Surfaris.
La musica da surf ha raggiunto il suo più grande successo commerciale come musica vocale, in particolare con il lavoro dei Beach Boys, formati nel 1961 nel sud della California. I loro primi album includevano sia surf rock strumentale (tra cui cover di musica di Dick Dale) che canzoni vocali, attingendo al rock and roll e al doo wop e alle armonie di gruppi pop vocali come i Four Freshmen. Il primo successo in classifica dei Beach Boys, "Surfin'", nel 1962 raggiunse la top 100 di Billboard e contribuì a rendere la mania della musica da surf un fenomeno nazionale. Si sostiene spesso che la mania della musica da surf e le carriere di quasi tutti i gruppi di surfisti siano state effettivamente terminate con l'arrivo della British Invasion dal 1964, perché la maggior parte dei successi di musica da surf sono stati registrati e pubblicati tra il 1961 e il 1965.

### La British invasion

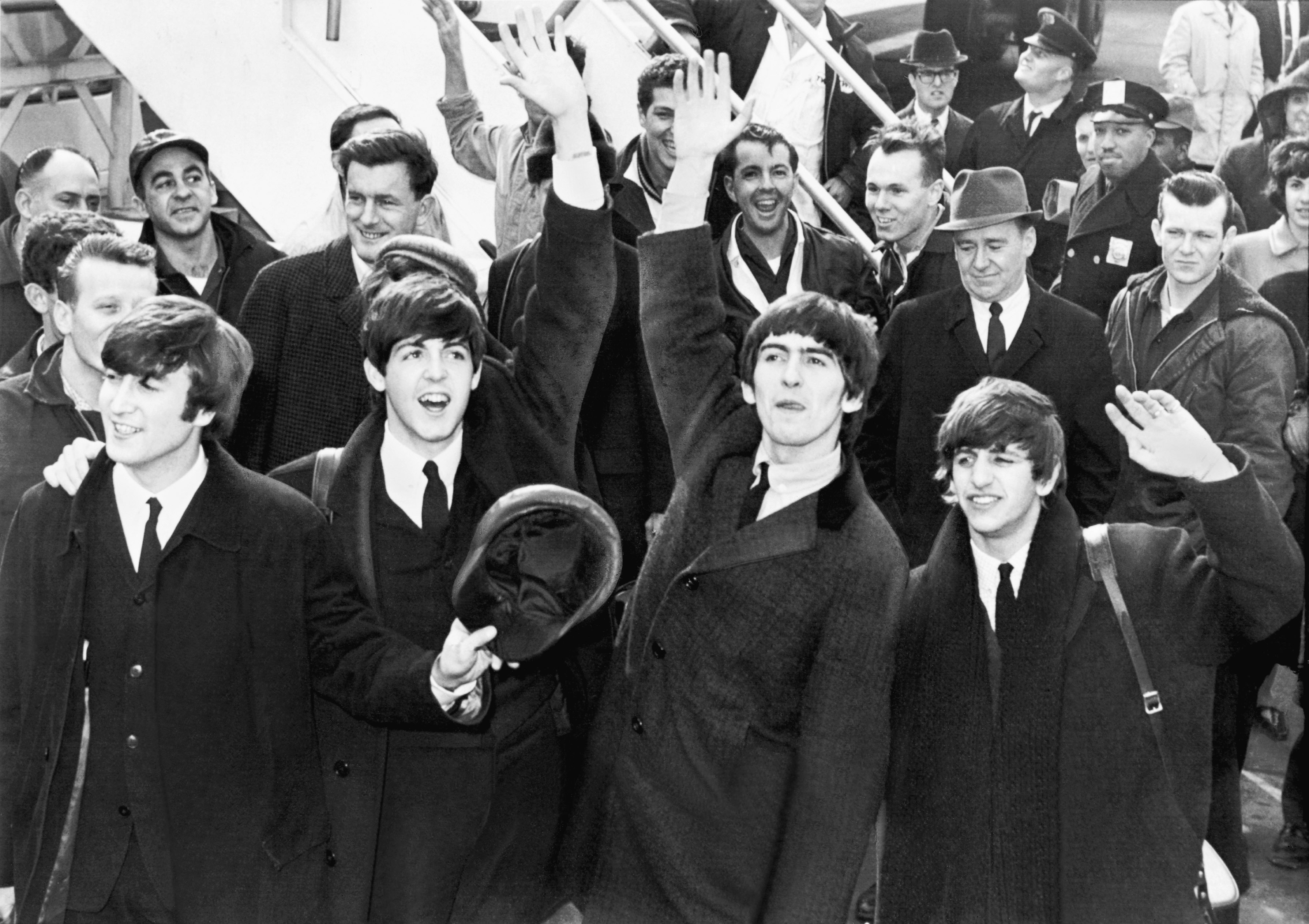
I Beatles arrivano a New York nel gennaio 1964 all'inizio della British Invasion

Entro la fine del 1962, era iniziata quella che sarebbe diventata la scena rock britannica con gruppi beat come i Beatles, Gerry & the Pacemakers e i Searchers di Liverpool e Freddie and the Dreamers, Herman's Hermits e gli Hollies di Manchester. Attinsero a una vasta gamma di influenze americane tra cui rock and roll, soul, rhythm and blues e musica surf degli anni '50, reinterpretando inizialmente brani americani. Band come gli Animals di Newcastle e Them di Belfast, e in particolare quelle londinesi come i Rolling Stones e gli Yardbirds, furono molto più direttamente influenzate dal rhythm and blues e successivamente dalla musica blues. Presto questi gruppi iniziarono a comporre il proprio materiale, combinando forme musicali americane e infondendole con un beat ad alta energia. Le band beat tendevano a melodie irresistibili, mentre i primi artisti blues britannici tendevano a canzoni meno sessualmente innocenti e più aggressive, spesso adottando una posizione anti-establishment. Tuttavia, in particolare nelle fasi iniziali, c'è stato un notevole crossover musicale tra le due tendenze. Iniziò il fenomeno musicale, sociale e culturale della British Invasion, che elevò la Gran Bretagna a fulcro dello sviluppo della nuova generazione anni '60. Nel 1963, guidati dai Beatles, i gruppi beat avevano iniziato a raggiungere il successo nazionale in Gran Bretagna, presto seguiti nelle classifiche dagli artisti più incentrati sul rhythm and blues.
Però soltanto nei primi mesi del 1963, con il singolo I Want To Hold Your Hand, i Beatles, con la loro innovativa freschezza, divennero i primi britannici a scalare la classifica statunitense, dando origine al fenomeno Beatlemania, che si diffuse celermente in tutto il mondo. La loro prima apparizione all'Ed Sullivan Show il 9 febbraio 1964, attirando circa 73 milioni di spettatori (all'epoca un record per un programma televisivo americano) è considerata una pietra miliare nella cultura pop americana. Durante la settimana del 4 aprile 1964, i Beatles occuparono 12 posizioni nella classifica dei singoli di Billboard Hot 100, inclusa l'intera top five. I Beatles divennero la rock band con più vendite di tutti i tempi e furono seguiti nelle classifiche statunitensi da numerose band britanniche, come gli Animals, che nello stesso anno raggiunsero il successo mondiale con The House Of Rising Sun, mentre i The Kinks, con You Really Got Me, realizzarono la prima canzone hard rock della storia. Invece i Rolling Stones nel 1965, con (I Can't Get No) Satisfaction, diventarono l'alternativa ai Beatles, portando sonorità derivate dal blues e dal rock, rispecchiando i malumori e le tensioni della società del tempo.
L'invasione britannica ha contribuito a rendere internazionale la produzione del rock and roll, aprendo la porta ai successivi artisti britannici (e irlandesi) per il successo internazionale. In America segnò probabilmente la fine della musica strumentale da surf, dei gruppi vocali di ragazze e (per un certo periodo) degli idol adolescenti, che avevano dominato le classifiche americane alla fine degli anni '50 e '60. Ha intaccato le carriere di gruppi R&B affermati come Fats Domino e Chubby Checker e ha persino temporaneamente fatto deragliare il successo nelle classifiche di artisti rock and roll sopravvissuti, incluso Elvis. La British Invasion ha anche giocato un ruolo importante nell'ascesa di un genere distinto di musica rock e ha cementato il primato del gruppo rock, basato su chitarre e batteria e che produce il proprio materiale come cantautori. Seguendo l'esempio dato dall'LP Rubber Soul dei Beatles del 1965, in particolare, altri gruppi rock britannici pubblicarono album rock intesi come espressioni artistiche nel 1966, tra cui Aftermath dei Rolling Stones, Revolver dei Beatles e A Quick One dei The Who, come così come album di artisti americani come i Beach Boys (Pet Sounds) e Bob Dylan (Blonde on Blonde).

### Garage rock
Il garage rock è una forma di rock'n'roll più grezza, nata negli Stati Uniti verso la prima metà degli anni sessanta come evoluzione della musica americana degli anni cinquanta, sotto l'influenza di artisti come gli Wailers di Tacoma, che avevano destrutturato ed estremizzato il rhythm & blues. Il genere è stato chiamato così a causa della percezione che le prove avvenissero in un garage di famiglia suburbano. Le canzoni garage rock spesso ruotavano attorno ai traumi della vita al liceo, con canzoni sulle "ragazze bugiarde" e circostanze sociali ingiuste che erano particolarmente comuni. I testi e la voce tendevano ad essere più aggressivi di quanto fosse comune all'epoca, spesso con voci ringhiate o urlate che si dissolvevano in urla incoerenti.
Già nel 1963, un anno prima che i Beatles approdassero a New York, gruppi come i Kingsmen e i Trashmen avevano pubblicato singoli come Louie Louie e Surfin Bird. Molte delle scene locali statunitensi finiranno per divenire sinonimo di uno stile ben preciso: la California e il Texas, ognuna con soluzioni stilistiche ben diverse, saranno più psichedeliche, Boston più morbida e raffinata, Seattle più aggressiva e sporca, Detroit poi farà genere a sé grazie agli The Stooges e gli MC5 e al loro essere diversi da qualsiasi cosa allora in circolazione.
La British Invasion influenzò notevolmente le garage band, fornendo loro un pubblico nazionale, portando molti (spesso gruppi di surf o hot rod) ad adottare un'influenza britannica e incoraggiando molti altri gruppi a formarsi. Migliaia di garage band esistevano negli Stati Uniti e in Canada durante l'epoca e centinaia producevano successi regionali. Nonostante decine di band avessero firmato con etichette regionali importanti o grandi, la maggior parte sono stati fallimenti commerciali. È generalmente accettato che il garage rock abbia raggiunto il picco sia commerciale che artistico intorno al 1966. Nel 1968 lo stile scomparve in gran parte dalle classifiche nazionali e a livello locale poiché i musicisti dilettanti affrontavano l'università, il lavoro o la leva. Nuovi stili erano nati per sostituire il garage rock.

## Blues/Folk rock, Psichedelia e rock progressivo

### Blues rock
Sebbene il primo impatto della British Invasion sulla musica popolare americana sia stato attraverso artisti beat e R&B, l'impulso è stato presto raccolto da una seconda ondata di band che hanno tratto ispirazione più direttamente dal blues americano, inclusi i Rolling Stones e gli Yardbirds. I musicisti blues britannici della fine degli anni '50 e dell'inizio degli anni '60 erano stati ispirati dal suono acustico di figure come Lead Belly, che ebbe una grande influenza sullo skiffle, e Robert Johnson. Adottarono sempre più un suono forte e amplificato, spesso centrato sulla chitarra elettrica, basato sul Chicago blues, in particolare dopo il tour in Gran Bretagna di Muddy Waters nel 1958, che spinse Cyril Davies e il chitarrista Alexis Korner a formare la band Blues Incorporated. La band ha coinvolto e ispirato molte delle figure del successivo boom del blues britannico, inclusi i membri dei Rolling Stones e dei Cream, combinando standard e forme blues con strumentazione ed enfasi rock.

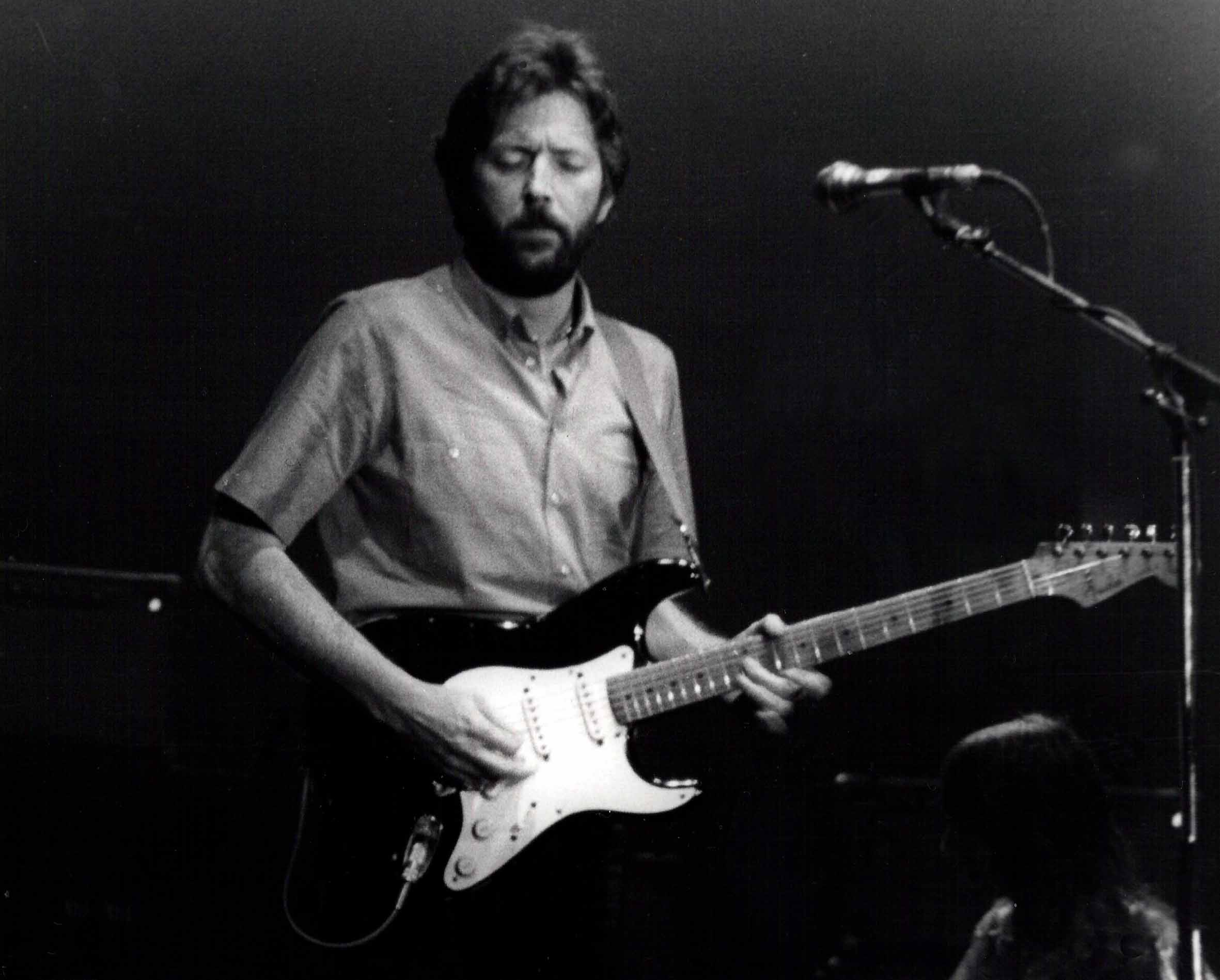
Eric Clapton in concerto a Barcellona nel 1974

Uno dei maggiori esponenti del genere fu Eric Clapton che collaborò con band come gli Yardbirds, Bluesbreakers, ma soprattutto con i Cream, grazie ai quali incise uno dei pezzi più importanti della storia del rock: Sunshine of Your Love. Peter Green, insieme alla sezione ritmica dei Bluesbreakers Mick Fleetwood e John McVie, formò i Fleetwood Mac, che godettero di alcuni dei più grandi successi commerciali del genere. Alla fine degli anni '60 Jeff Beck, un ex membro degli Yardbirds, spostò il blues rock nella direzione dell'heavy rock con la sua band, il Jeff Beck Group. L'ultimo chitarrista degli Yardbirds è stato Jimmy Page, che ha poi formato i New Yardbirds che sono diventati rapidamente i Led Zeppelin. Molte delle canzoni dei loro primi tre album, e occasionalmente più avanti nella loro carriera, erano espansioni di canzoni blues tradizionali.
In America il blues rock era stato sperimentato all'inizio degli anni '60 dal chitarrista Lonnie Mack, ma il genere iniziò a decollare a metà degli anni '60 quando gli artisti svilupparono un suono simile ai musicisti blues britannici. Tra gli artisti principali si annoverano Paul Butterfield, Canned Heat, i primi Jefferson Airplane, Janis Joplin, Johnny Winter, la J. Geils Band e Jimi Hendrix con i suoi power trio, la Jimi Hendrix Experience (che comprendeva due membri britannici ed è stata fondata in Gran Bretagna) e la Band of Gypsys, il cui virtuosismo chitarristico e la cui abilità nello spettacolo sarebbero stati tra i più emulati del decennio. I gruppi rock blues degli stati del sud, come la Allman Brothers Band, i Lynyrd Skynyrd e gli ZZ Top, hanno incorporato elementi della musica country nel loro stile per produrre il genere distintivo del Southern rock.
Verso la fine degli anni sessanta, il genere iniziò ad aprirsi a nuove declinazioni del rock e all'emergente psichedelia. Negli anni '70, il blues rock era diventato più pesante e basato su riff, esemplificato dal lavoro di Led Zeppelin e Deep Purple, e i confini tra blues rock e hard rock erano appena visibili quando le band iniziarono a registrare album in stile rock. Il genere fu continuato negli anni '70 da figure come George Thorogood e Pat Travers, ma, in particolare sulla scena britannica (tranne forse per l'avvento di gruppi come Status Quo e Foghat che si mossero verso una forma di boogie rock ad alta energia e ripetitivo), i gruppi si concentrarono sull'innovazione dell'heavy metal e il blues rock ha cominciato a uscire dal mainstream.

### Folk rock

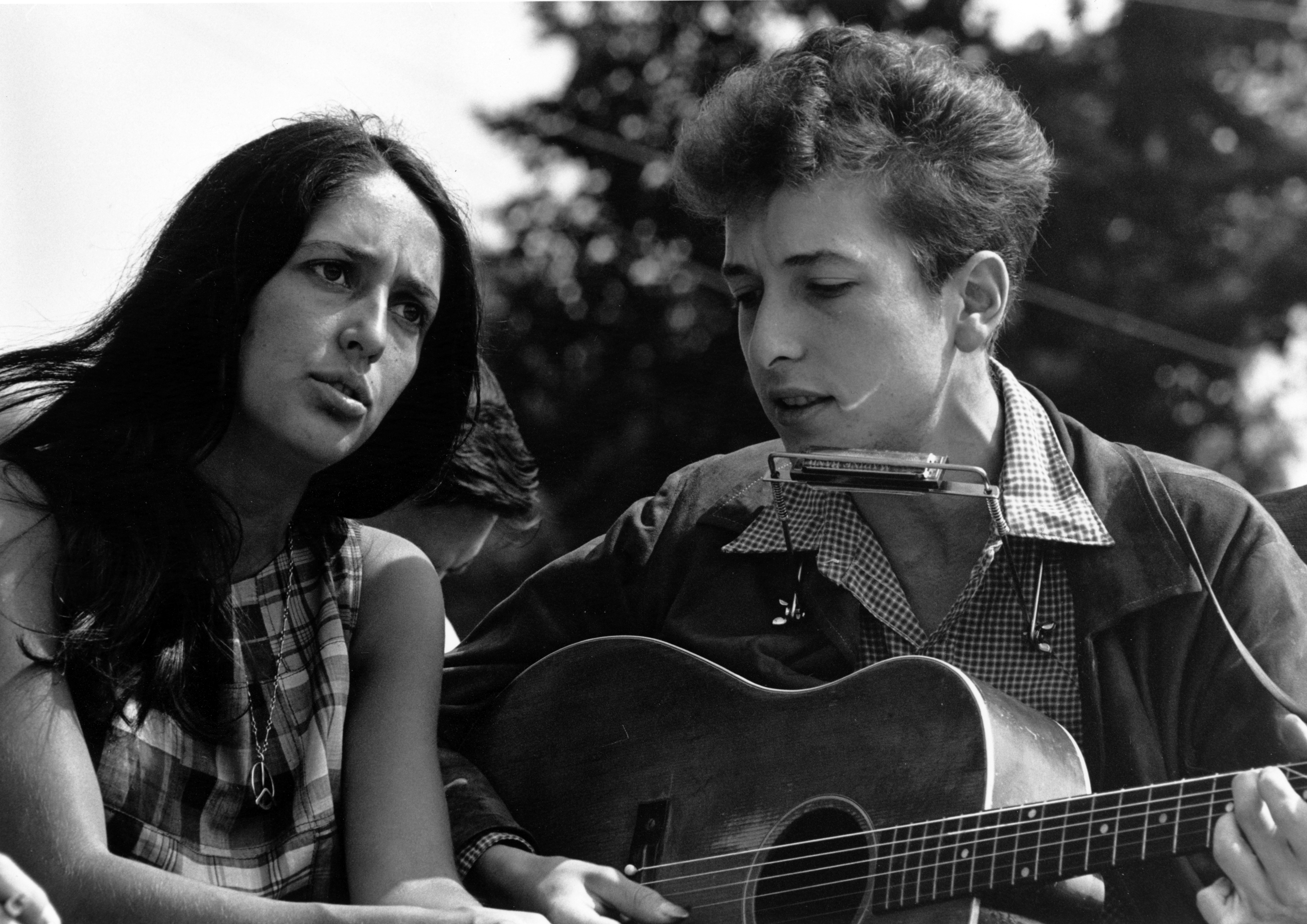
Joan Baez e Bob Dylan nel 1963

Negli anni '60, la scena che si era sviluppata dal folk revival americano era diventata un movimento importante, usando musica tradizionale e nuove composizioni in uno stile tradizionale, di solito su strumenti acustici. In America il genere è stato sperimentato da figure come Woody Guthrie e Pete Seeger e spesso identificato con la politica progressista o sindacale. L'ascesa della musica folk si deve in gran parte al Club 47 di Cambridge, culla e punto di riferimento per i nuovi folkisti, ma anche al Greenwich Village di Manhattan, quartiere cardine per gli intellettuali in fuga dal conformismo della società sin dal periodo della Beat Generation. Nei primi anni '60 figure come Joan Baez e Bob Dylan erano emerse in questo movimento come cantautori. Dylan aveva iniziato a raggiungere un pubblico mainstream con successi tra cui Blowin' in the Wind (1963) e Masters of War (1963), che portarono "canzoni di protesta" a un pubblico più ampio ma, sebbene iniziassero a influenzarsi a vicenda, la musica rock e folk era rimasta in gran parte generi separati, spesso con un pubblico che si escludeva a vicenda.
A livello di sonorità, gli artisti di questo periodo coniugavano sapientemente il blues, il country, il jazz, con una sensibilità mai vista, facendo tesoro della tradizione folk, realizzando una musica capace di veicolare sentimenti e messaggi profondi. I primi tentativi di combinare elementi di folk e rock includevano House of the Rising Sun (1964) degli Animals, che fu la prima canzone folk di successo commerciale ad essere registrata con strumentazione rock and roll e I'm a Loser dei Beatles (1964), probabilmente la prima canzone dei Beatles ad essere influenzata direttamente da Dylan. Di solito si pensa che il movimento folk rock sia decollato con la cover dei Byrds di Mr. Tambourine Man di Dylan che ha raggiunto la vetta delle classifiche nel 1965. Con i membri che avevano fatto parte della scena folk dei caffè di Los Angeles, i Byrds adottarono la strumentazione rock, inclusa la batteria e le chitarre Rickenbacker a 12 corde, che divennero un elemento importante nel suono del genere. Nello stesso anno Dylan adottò strumenti elettrici, con grande indignazione di molti puristi del folk, con la sua Like a Rolling Stone che divenne un singolo di successo negli Stati Uniti.
Il folk rock ha preso piede in particolare in California, dove ha portato gruppi come i The Mamas & the Papas e Crosby, Stills & Nash a passare alla strumentazione elettrica, e a New York, dove sono nati gruppi come i Lovin' Spoonful e Simon & Garfunkel, con la canzone The Sound of Silence (1965), prima in versione acustica e successivamente registrata con chitarra elettrica e batteria.Questi artisti hanno influenzato direttamente artisti britannici come Donovan e Fairport Convention. In Europa il Folk influenzò artisti come lo scozzese Donovan, i britannici Fairport Convention, Pentagle, Steeleye Span e gli Albion Band che tra il 1968 e il 1969 produssero sonorità mutuate dalla tradizione folk inglese, in fusione con il rock americano, riuscendo così a conquistare le classifiche di tutto il mondo.
Il folk rock raggiunse l'apice della popolarità commerciale nel periodo 1967-68, prima che molti gruppi si spostassero in una varietà di direzioni, tra cui Dylan e i Byrds, che iniziarono a sviluppare il country rock. Tuttavia, l'ibridazione tra folk e rock è stata vista come una grande influenza sullo sviluppo della musica rock, introducendo elementi di psichedelia e aiutando a sviluppare le idee del cantautore, della canzone di protesta e del concetto di "autenticità".

### Rock psichedelico

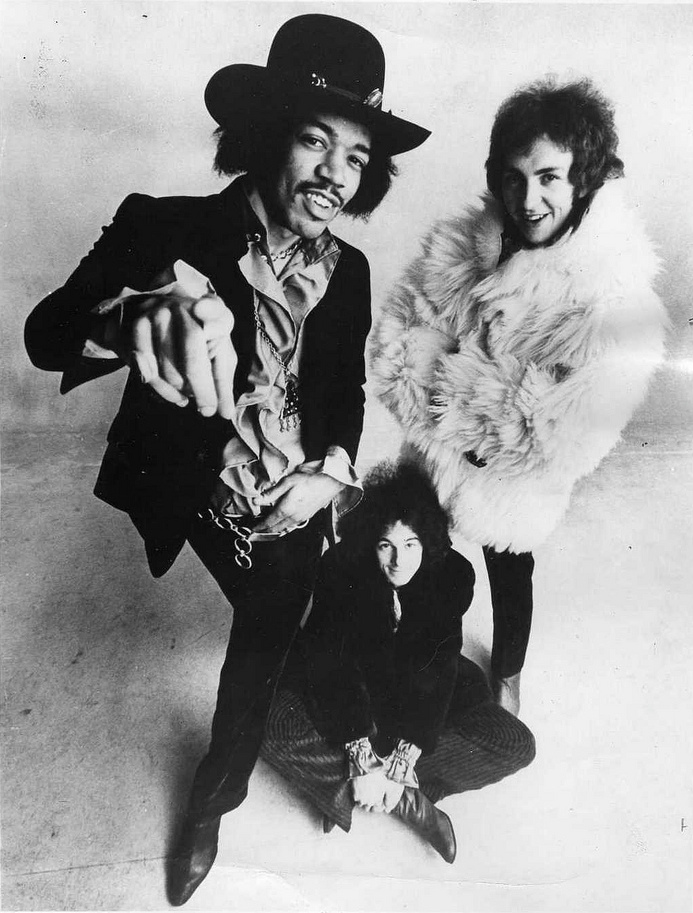
The Jimi Hendrix Experience in 1968

La psichedelia inizialmente venne associata alla sperimentazione artistica alimentata dall'assunzione delle nuove droghe sintetiche come l'Lsd, scoperto dal chimico svizzero Albert Hofmann nel 1943, che causavano un'alterazione dello stato di coscienza. A partire dal 1965 a San Francisc musicisti, artisti e poeti folk e blues si riunivano in gruppi per dare vita all'acid rock come un'esperienza psichedelica, e il rock divenne la colonna sonora musicale per una nuova cultura giovanile, quella degli hippy, legata alle proteste contro la guerra del Vietnam, al movimento per i diritti civili degli afroamericani e alla liberazione sessuale. Dal punto di vista musicale, artisti particolarmente importanti della scena furono Big Brother and the Holding Company, i Grateful Dead e i Jefferson Airplane. Il chitarrista solista della Jimi Hendrix Experience, Jimi Hendrix, eseguiva jam estese distorte e piene di feedback che sono diventate una caratteristica fondamentale della psichedelia. Il rock psichedelico raggiunse il suo apogeo negli ultimi anni del decennio. Nel 1967 i Beatles rivoluzionarono la loro vita artistica con l'album Sgt. Pepper's Lonely Hearts Club Band, sperimentando sonorità inedite e cogliendo appieno le nuove linee di pensiero introdotte dalla generazione dei figli dei fiori. Il disco rappresentò, inoltre, la consacrazione di questa nuova corrente musicale a livello commerciale. I Rolling Stones risposero nello stesso anno con Their Satanic Majesties Request, e i Pink Floyd debuttarono con The Piper at the Gates of Dawn. Tra gli album chiave del periodo occorre includere Surrealistic Pillow dei Jefferson Airplane e Strange Days dei Doors.  Nell'estate del 1969, settecento mila persone si riunirono per tre giorni a Bethel per il festival di Woodstock, che ha visto le esibizioni della maggior parte dei principali artisti psichedelici.
Sgt. Pepper è stato in seguito considerato il più grande album di tutti i tempi e un punto di partenza per l'era degli album, durante la quale la musica rock è passata dal formato dei singoli agli album e ha raggiunto la legittimità culturale nel mainstream. Guidati dai Beatles a metà degli anni '60, i musicisti rock hanno promosso l'LP come la forma dominante di espressione e consumo di musica registrata, dando inizio a un'era per l'industria musicale basata su album rock per i decenni successivi. Quando il formato dominante della musica pop passò dai singoli agli album, molti gruppi rock hanno creato opere che aspiravano ad essere grandi affermazioni artistiche. Con il progredire della fine degli anni '60 - in tandem con lo sviluppo del rock progressivo - l'art rock acquisì notorietà insieme al rock sperimentale. Il periodo in cui la musica rock divenne più strettamente allineata con l'arte iniziò nel 1966 e continuò fino alla metà degli anni '70. L'album di debutto dei Mothers of Invention di Frank Zappa Freak Out! (giugno 1966) è considerato come la prima incorporazione di successo della musica d'arte in un contesto pop. Con l'uscita nel 1966 dell'album Pet Sounds dei Beach Boys e di Stg Pepper's, la sala di registrazione iniziò a diventare il luogo della sperimentazione sonora. L'album di debutto dei Velvet Underground del marzo 1967 The Velvet Underground & Nico è considerato il disco art rock originale. Nessun'altra band ha esercitato la stessa presa dei Velvet Underground sulle menti degli artisti, degli scrittori e del pubblico dell'art rock e del rock alternativo degli anni '70 e '80. La loro influenza si sarebbe estesa agli anni '70 in poi in varie scene indie mondiali. Per decenni ha esercitato un'enorme influenza su quasi tutti i sottogeneri del rock sperimentale, dall'art-rock degli anni '70 alla no wave, new wave e punk.
Gli anni settanta si aprirono con una serie di morti tra gli artisti che, loro malgrado, costituirono uno spartiacque fra il rock degli anni sessanta e quello degli anni settanta: Brian Jones fu trovato morto in circostanze mai chiarite; Jimi Hendrix morì a Londra nel settembre del 1970; Janis Joplin morì a Los Angeles nell'ottobre del 1970; Jim Morrison dei Doors morì a Parigi il 3 luglio dell'anno successivo.

### Rock progressivo
Il rock progressivo, termine a volte usato in modo intercambiabile con l'art rock, è andato oltre le formule musicali classiche sperimentando l'uso di strumenti diversi, tipi di canzoni e forme. Dalla metà degli anni '60 i Left Banke, i Beatles, i Rolling Stones e i Beach Boys avevano aperto la strada all'inclusione di clavicembali, fiati e sezioni di archi nelle loro registrazioni per produrre una forma di Baroque rock e può essere ascoltato in singoli come "A Whiter Shade of Pale" (1967) dei Procol Harum, con la loro introduzione ispirata a Bach. Tra i primi sperimentatori vi furono gruppi britannici come i Moody Blues, con l'album Days of Future Passed (1967), nel quale si realizzò un'alternanza tra parti orchestrali (mutuate dalla Sinfonia dal nuovo mondo) e parti prettamente pop, segnando un primo passo verso il rock sinfonico. L'orchestrazione classica, le tastiere e i sintetizzatori erano un'aggiunta frequente al formato rock consolidato di chitarre, basso e batteria nel successivo rock progressivo.

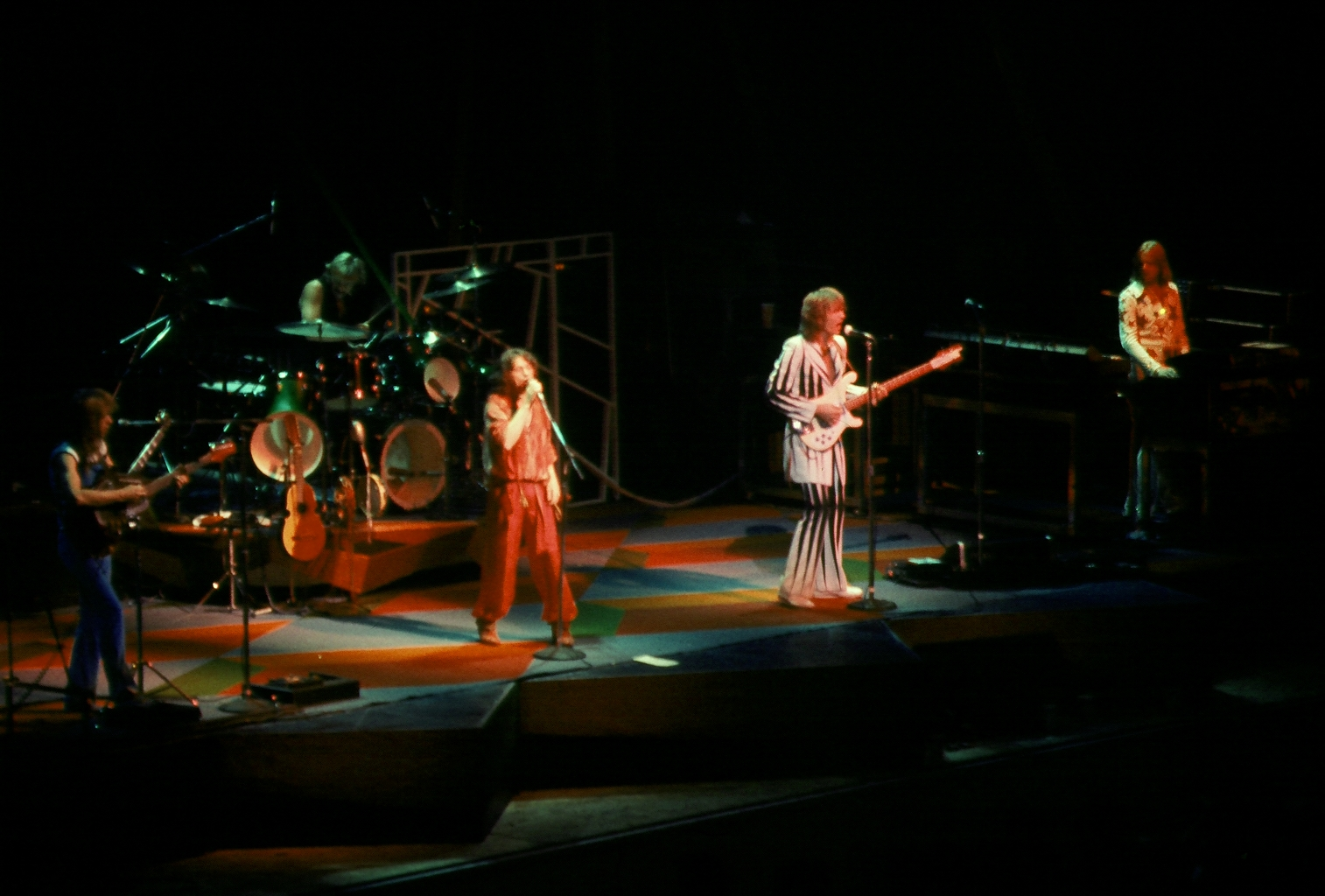
La band Prog-rock Yes in concerto ad Indianapolis nel 1977

I testi delle canzoni erano a volte concettuali, astratti o basati su fantasy e fantascienza. S.F. Sorrow (1968) dei Pretty Things e Arthur (Or the Decline And Fall Of The British Empire) (1969) dei Kinks hanno introdotto il formato dell'opera rock e hanno aperto le porte ai concept album, spesso raccontando una storia epica o affrontando un grande tema generale. . Il primo vero album progressive coincise con In the Court of the Crimson King (1969) dei King Crimson, che riuscirono a sintetizzare il rock psichedelico e il rock blues. Il rock progressivo rappresentò l'evoluzione del rock dalle sue radici blues, di matrice americana, a un livello maggiore di complessità e varietà compositiva, melodica, armonica e stilistica, anche mediante l'utilizzo di elementi provenienti da altre tradizioni musicali. La vibrante scena di Canterbury ha visto artisti che seguivano i Soft Machine dalla psichedelia, attraverso influenze jazz, verso un hard rock più ampio, tra cui Caravan, Hatfield and the North, Gong e National Health.
Maggiore successo commerciale fu riscosso dai Pink Floyd, anch'essi allontanatisi dalla psichedelia dopo l'abbandono di Syd Barrett nel 1968, con The Dark Side of the Moon (1973), visto come un capolavoro del genere, divenuto uno degli album più venduti di tutti i tempi. C'era un'enfasi sul virtuosismo strumentale, con gli Yes che mettevano in mostra le abilità sia del chitarrista Steve Howe che del tastierista Rick Wakeman, mentre Emerson, Lake & Palmer erano un supergruppo che ha prodotto alcuni dei lavori tecnicamente più impegnativi del genere. Jethro Tull e Genesis perseguivano entrambi stili musicali molto diversi, ma distintamente inglesi. I Renaissance, formati nel 1969 dagli ex Yardbirds Jim McCarty e Keith Relf, si sono evoluti in una band di alto livello con la voce di tre ottave di Annie Haslam. La maggior parte delle band britanniche dipendeva da un seguito di culto relativamente piccolo, ma una manciata, tra cui Pink Floyd, Genesis e Jethro Tull, riuscì a produrre singoli da top ten nella madrepatria e a sfondare il mercato americano. Il marchio americano del rock progressivo variava dagli eclettici ed innovativi Frank Zappa, Captain Beefheart e Blood, Sweat & Tears, a band più orientate al pop rock come Boston, Foreigner, Kansas, Journey e Styx. Questi, oltre alle band britanniche Supertramp ed ELO, hanno tutti dimostrato un'influenza prog rock e si sono classificati tra gli atti di maggior successo commerciale degli anni '70, annunciando l'era dell'arena rock, che sarebbe durata fino a quando i costi di spettacoli complessi, sarebbero stati sostituiti da più festival rock economici come importanti luoghi dal vivo negli anni '90.

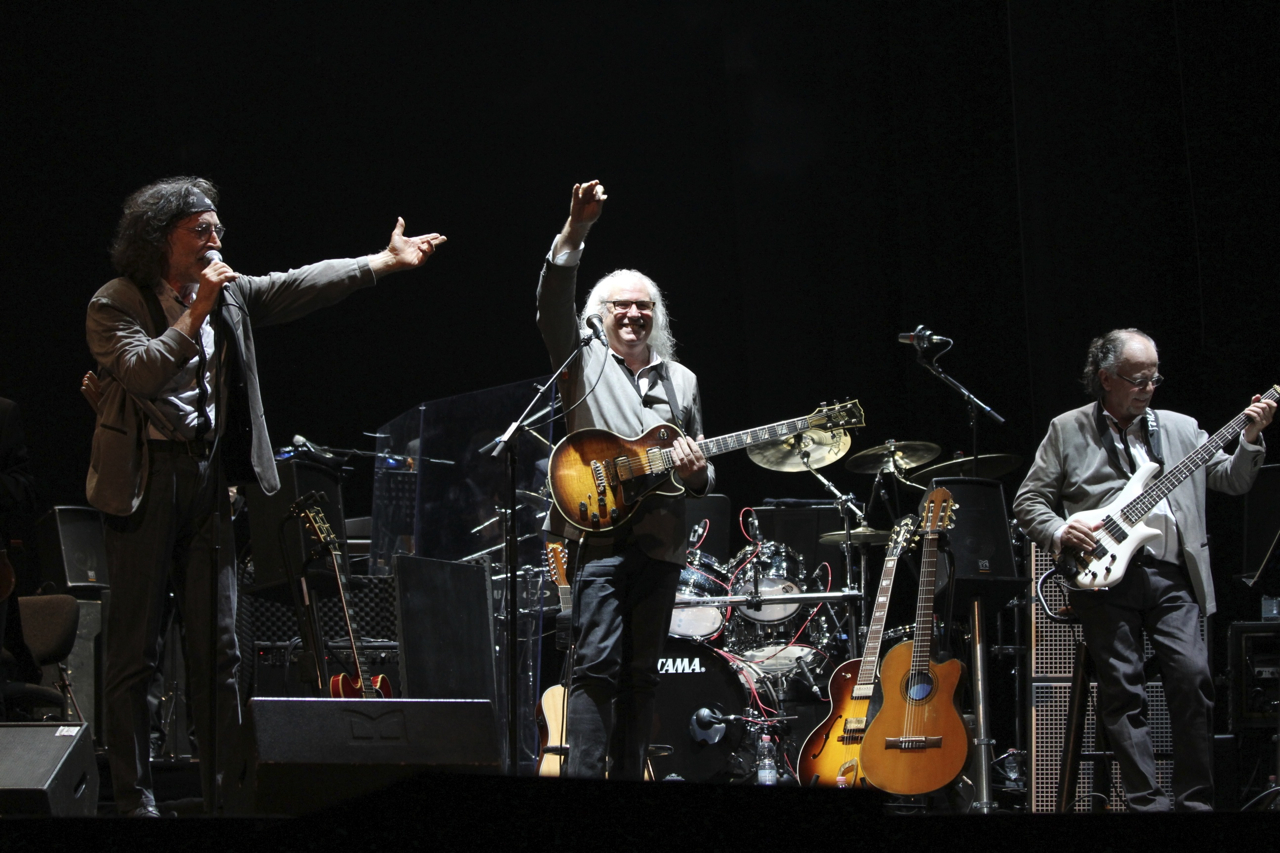
La PFM durante un concerto di PFM in Classic nel 2011

Il filone strumentale del genere ha portato ad album come Tubular Bells (1973) di Mike Oldfield, successo mondiale per l'etichetta Virgin Records, che è diventato un pilastro del genere. Il rock strumentale ottenne una notevole diffusione anche in Germania, dove nacque il cosiddetto "krautrock" (termine denigratorio creato da Melody Maker). Questo genere includeva gruppi spesso diversissimi tra loro, per caratteristiche tecniche e sonore, come i Kraftwerk, i Tangerine Dream, i Can e i Faust. Il loro rock strumentale, insieme al lavoro di Brian Eno (per un certo periodo tastierista dei Roxy Music), avrebbe avuto una grande influenza sul successivo rock elettronico.
Oltre all'Inghilterra e alla Germania, il rock progressivo raggiunse livelli paragonabili anche in Italia. Tra i gruppi italiani più importanti emersero la Premiata Forneria Marconi, che riscosse un notevole successo anche all'estero, in particolare negli Stati Uniti, il Banco del Mutuo Soccorso, i Goblin, Le Orme, gli Area e i New Trolls, tutti fortemente influenzati dalle sonorità e dalle sperimentazioni di King Crimson, Genesis e Emerson, Lake & Palmer. Diversi cantautori furono influenzati dalle sonorità progressive; per esempio Alan Sorrenti, Angelo Branduardi e Franco Battiato. Lucio Battisti si interessò al genere musicale nell'album Anima latina del 1974, definito «una via mediterranea al progressive rock», anche se l'artista mostrò già alcune influenze di stampo progressive in Amore e non amore, album del 1971.
Dal 1976 in poi, il progressive iniziò un lento e inesorabile declino a seguito di numerose vicende, come l'addio ai Genesis di Peter Gabriel, o la crisi artistica degli Emerson Lake & Palmer, che aprirono le porte all'ascesa del punk, che etichettò gli artisti prog come il passato da dimenticare. Molte band si sono sciolte, ma alcune, tra cui Genesis, ELP, Yes e Pink Floyd, hanno regolarmente prodotto album da top ten con tour mondiali di accompagnamento di successo. Alcune band emerse all'indomani del punk, come Siouxsie and the Banshees, Ultravox e Simple Minds, hanno mostrato l'influenza del rock progressivo, così come le loro influenze punk più comunemente riconosciute.

### Jazz rock

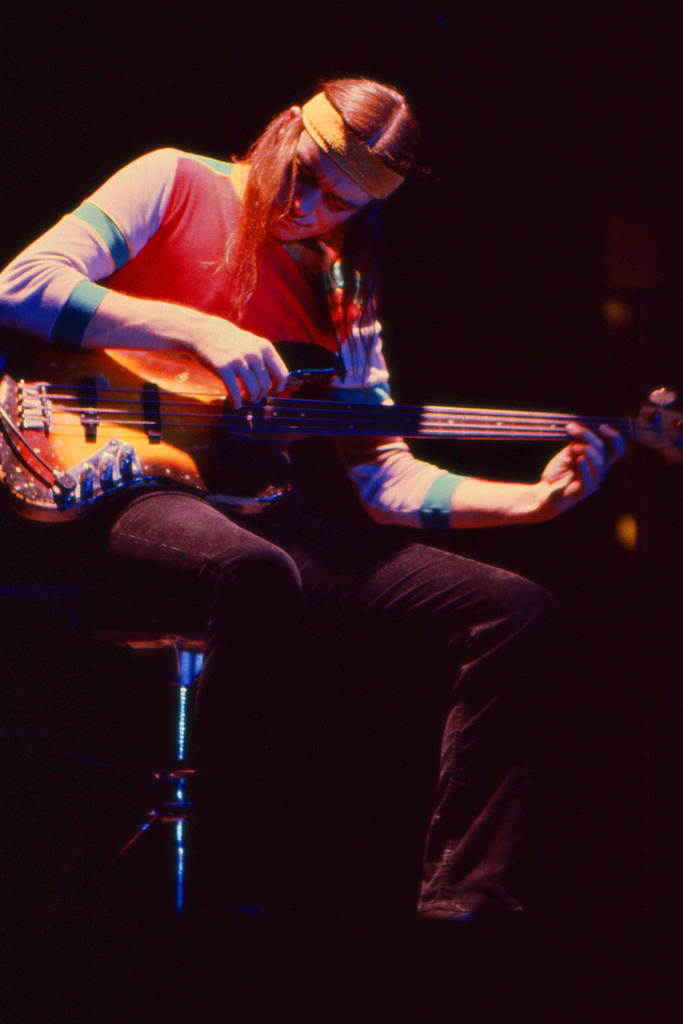
Jaco Pastorius dei Weather Report nel 1980

Il Jazz rock, chiamato anche Jazz rock fusion o semplicemente fusion, emerse alla fine degli anni sessanta combinando elementi di jazz, rock e funk[43]. Molti dei primi musicisti rock and roll statunitensi avevano iniziato nel jazz e avevano portato alcuni di questi elementi nella nuova musica. In Gran Bretagna il sottogenere del blues rock e molte delle sue figure di spicco, come Ginger Baker e Jack Bruce dei Cream, erano emersi dalla scena jazz britannica. Spesso evidenziato come la prima vera registrazione jazz-rock è l'unico album dei Free Spirits, chiamato Out of Sight and Sound (1966). Le prime band a utilizzare consapevolmente l'etichetta furono band rock bianche orientate all'R&B che facevano uso di sezioni di fiati jazz, come Electric Flag, Blood, Sweat & Tears e Chicago, diventando alcuni degli artisti di maggior successo commerciale della fine degli anni '60 e del primi anni '70.
Tra gli artisti britannici emersi nello stesso periodo dalla scena blues che utilizzarono gli aspetti tonali e improvvisativi del jazz c'erano i Nucleus e i Colosseum. Dal rock psichedelico e dalla scena di Canterbury sono arrivati i Soft Machine, che hanno prodotto una delle fusioni meglio riuscite dei due generi. Forse la fusione più acclamata dalla critica è arrivata dal lato jazz dell'equazione, con Miles Davis, particolarmente influenzato dal lavoro di Hendrix, che ha incorporato la strumentazione rock nell'album Bitches Brew (1970), che ha avuto una grande influenza sui successivi artisti jazz influenzati dal rock come Herbie Hancock, Chick Corea e Weather Report. Il genere iniziò a svanire alla fine degli anni '70, quando una forma più dolce di fusione iniziò a diventare popolare, ma artisti come Steely Dan, Frank Zappa e Joni Mitchell registrarono in questo periodo album significativi influenzati dal jazz, e ha continuato a costituire una grande influenza sulla musica rock.

## I primi anni settanta

### Roots rock
Roots rock è il termine ora usato per descrivere un allontanamento da ciò che alcuni vedevano come gli eccessi della scena psichedelica verso una forma più elementare di rock and roll che incorporava le sue influenze originali, in particolare la musica country e folk, portando alla creazione di Country rock e Southern rock. Nella West Coast Rock californiana alcuni gruppi legati al movimento hippie si avvicinarono al country, dando origine al country rock, che prese una strada diversa dal resto del rock. Nel 1966 Bob Dylan andò a Nashville per registrare l'album Blonde on Blonde. Questo, e i successivi album più chiaramente influenzati dal country, sono stati visti come la creazione del genere del country folk, un percorso perseguito da un certo numero di musicisti folk in gran parte acustici. Altri artisti che hanno seguito la tendenza del ritorno alle origini sono stati i canadesi The Band e i californiani Creedence Clearwater Revival, che unirono entrambi il tradizionale rock and roll con folk, country e blues, risultando fra le band più influenti della fine degli anni sessanta. A essi si aggiunsero altri giovani artisti californiani come Ry Cooder, Bonnie Raitt e Lowell George, che influenzarono le opere di star affermate come i Rolling Stones (Beggars Banquet) e i Beatles (Let It Be).

Gli Eagles durante il loro Long Road out of Eden Tour

Nel 1968 Gram Parsons si unì ai Byrds per registrare Sweetheart of the Rodeo (1968), considerato uno degli album più influenti del genere. L'avventura di Parsons nei Byrds fu però di breve durata, poiché lasciò il gruppo insieme a Chris Hillman per formare i The Flying Burrito Brothers, che nel 1969, con l'album The Gilded Palace Of Sin, realizzarono il primo album country rock della storia. Tra le band californiane che adottarono il country rock c'erano Hearts and Flowers, Poco, New Riders of the Purple Sage, Beau Brummels e Nitty Gritty Dirt Band. Alcuni artisti hanno anche goduto di una rinascita adottando suoni country, tra cui gli Everly Brothers, l'ex Monkees Mike Nesmith che formò la First National Band e Neil Young. A seguire le orme di Gram Parsons furono gli Eagles, autori del più grande successo commerciale per il country rock con Their Greatest Hits (1971-1975) e musicalmente caratterizzati da un equilibrio di sonorità country e folk, con forti richiami alla musica rock del periodo. Il singolo Hotel California del 1976 certificò, in modo metaforico, la scomparsa definitiva dello spirito hippie.
Ritmi frenetici e chitarre distorte sono tipico del Southern rock, genere musicale che si diffonde nel Sud degli Stati Uniti. La band prototipo del genere fu sicuramente la Allman Brothers Band, che svilupparono un sound caratteristico, largamente derivato dal blues rock, che incorporava, però, anche elementi del boogie, del soul, e del country; coniugavano ascendenze psichedeliche e hippismo con l'amore per la propria terra. La band che meglio di tutte incarna il Southern Rock è quella dei Lynyrd Skynyrd, che contribuirono all'affermazione dei modi da good ol'boys dei protagonisti del genere, oltre che a influenzare lo stile del rock degli anni settanta. I loro successori includevano gli strumentisti fusion/progressive Dixie Dregs, i più influenzati dal country Outlaws, Wet Willie di tendenza funk/R&B e, incorporando elementi di R&B e gospel, gli Ozark Mountain Daredevils. Dopo la perdita dei membri originali degli Allmans e dei Lynyrd Skynyrd, il genere iniziò a svanire in popolarità alla fine degli anni settanta, ma fu sostenuto negli anni ottanta con artisti come 38 Special, Molly Hatchet e la Marshall Tucker Band.

### Glam rock

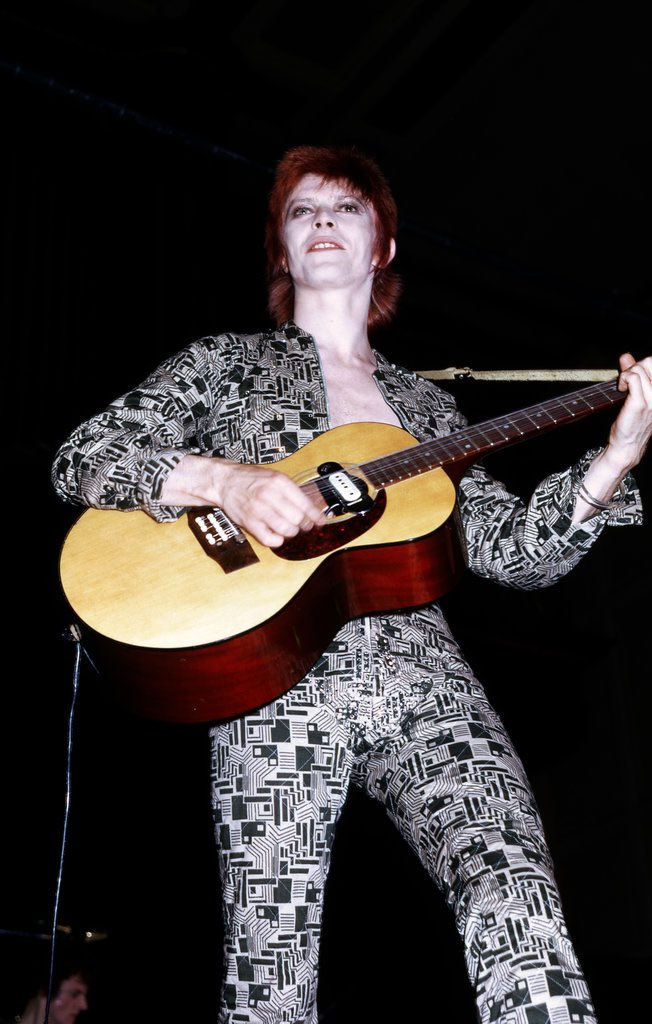
David Bowie durante il Ziggy Stardust and the Spiders Tour nel 1972

Il glam rock è emerso dalle scene psichedeliche e art rock inglesi della fine degli anni '60 e può essere visto sia come un'estensione che come una reazione contro queste tendenze. Musicalmente diversificato, il glam rock varia dal semplice revivalismo rock and roll di figure come Alvin Stardust al complesso art rock dei Roxy Music, e può essere visto tanto come una moda quanto un sottogenere musicale. Visivamente era un intreccio di vari stili, che andavano dal glamour hollywoodiano degli anni '30, al sex appeal da pin-up degli anni '50, al cabaret prebellico, agli stili letterari e simbolisti vittoriani, alla fantascienza, al misticismo e alla mitologia antichi e occulti; si è manifestato in abiti oltraggiosi, trucco, acconciature e stivali con suola piattaforma. Il glam è noto soprattutto per la sua ambiguità sessuale e di genere e per le rappresentazioni dell'androginia, oltre all'ampio uso della teatralità. Era prefigurato dalla spettacolarità e dalla manipolazione dell'identità di genere di artisti americani come i Cockettes e Alice Cooper.
Le origini del glam rock sono legate a Marc Bolan, che aveva ribattezzato il suo duo folk in T. Rex e aveva iniziato a suonare gli strumenti elettrici alla fine degli anni '60. Spesso citato come il momento dell'inizio è la sua apparizione nel programma musicale della BBC Top of the Pops nel marzo 1971 indossando glitter e satin, per eseguire quella che sarebbe stata la sua seconda hit nella Top 10 del Regno Unito (e la prima hit numero 1 nel Regno Unito), "Hot Love". Dal 1971, quando aveva già una discreta fama, David Bowie sviluppò il suo personaggio di Ziggy Stardust. Questi artisti furono presto seguiti nello stile da altri artisti tra cui Roxy Music, Sweet, Slade, Mott the Hoople, Mud e Alvin Stardust. Sebbene il glam rock abbia avuto molto successo nelle classifiche dei singoli nel Regno Unito, pochissimi di questi musicisti sono stati in grado di avere un impatto serio negli Stati Uniti;  Bowie è stata la principale eccezione diventando una superstar internazionale e promosse l'adozione di uno stile glam fra artisti come Lou Reed, Iggy Pop, New York Dolls e Jobriath, spesso conosciuti come "glitter rock" e con un contenuto lirico più oscuro rispetto alle loro controparti britanniche. Nel Regno Unito il termine glitter rock è stato usato più spesso per riferirsi alla versione estrema del glam perseguita da Gary Glitter e dai suoi musicisti di supporto, la Glitter Band. Gli artisti glam rock sviluppano nuove contaminazioni con la letteratura dei poeti maledetti e con la musica classica contemporanea, in particolare Karlheinz Stockhausen, che avrà un ascendente molto forte sul tastierista dei Roxy Music, Brian Eno. Una seconda ondata di artisti glam rock, tra cui Suzi Quatro, Wizzard e Sparks, dominò le classifiche dei singoli britannici dal 1974 al 1976 circa. Tra gli artisti non considerati centrali nel genere che adottarono anche stili glam sono da annoverare Rod Stewart, Elton John, Queen, Europe e, per un certo periodo, anche i Rolling Stones. Elton John nella seconda parte della sua carriera matura una fase decisamente glam rock: egli perfeziona il proprio look nei concerti, creato sulla base di travestimenti kitsch e ambiguità sessuale, con gli occhiali da vista dei modelli più incredibili che diventano un suo marchio di fabbrica con album come Goodbye Yellow Brick Road (1973) e Captain Fantastic and the Brown Dirt Cowboy (1975). Il glam rock è stato anche un'influenza diretta su artisti che sono diventati famosi in seguito, inclusi Kiss e Adam Ant, e meno direttamente sulla formazione del rock gotico e del glam metal, nonché sul punk rock, che ha contribuito a porre fine alla moda del glam dal 1976 circa. In anni recenti il glam ha vissuto sporadici revival con gruppi come i The Darkness, resi inconfondibili dal potente falsetto di Justin Hawkins.

### Chicano Rock

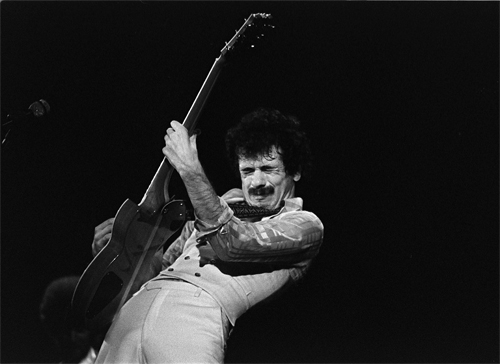
Carlos Santana New Year's Eve 1976 at the Cow Palace in San Francisco

Dopo i primi successi del Latin rock negli anni '60, musicisti Chicano come Carlos Santana e Al Hurricane continuarono ad avere carriere di successo negli anni 70. Il gruppo dei Santana fu un esempio dell'evoluzione del rock degli anni '70, caratterizzato dall'inserimento di nuovi strumenti musicali che arricchiscono questo genere di nuove sonorità e da una grande proliferazione delle sezioni ritmiche; il caso dei Santana vide infatti l'introduzione nel rock di ritmi latinoamericani, a cui si deve aggiungere l'esempio della sezione delle percussioni di José Chepito Areas. Santana ha aperto il decennio con successo con il suo singolo del 1970 Black Magic Woman nell'album Abraxas. Il suo terzo album Santana III conteneva il singolo No One to Depend On, e il suo quarto album Caravanserai è stato più sperimentale con un'accoglienza mista. In seguito pubblicò una serie di quattro album che raggiunsero tutti lo status di disco d'oro: Welcome, Borboletta, Amigos e Festival. Al Hurricane ha continuato a mescolare la sua musica rock con la musica del Nuovo Messico, anche se stava anche sperimentando più intensamente con la musica Jazz, che ha portato a diversi singoli di successo, in particolare nel suo album Vestido Mojado, incluso l'omonimo Vestido Mojado, così come Por Una Mujer Casada e Puño de Tierra; i suoi fratelli hanno avuto singoli di successo nel Nuovo Messico con La Del Moño Colorado di Tiny Morrie e La Cumbia De San Antone di Baby Gaby. Anche Al Hurricane Jr. ha iniziato la sua carriera discografica di successo nel Nuovo Messico infusa di rock negli anni '70, con la sua interpretazione del 1976 di Flor De Las Flores. I Los Lobos hanno guadagnato popolarità in questo periodo, con il loro primo album Los Lobos del Este de Los Angeles nel 1977.

### Soft rock, hard rock ed heavy metal
Dagli ultimi anni '60, divenne comune dividere il rock mainstream in soft rock e hard rock. Il soft rock era spesso derivato dal folk rock, con l'uso di strumenti acustici ed enfasi sulla melodia e le armonie. Tra i principali artisti soft rock sono da annoverare Carole King, Cat Stevens e James Taylor. Raggiunse il suo picco commerciale nella seconda metà degli anni '70 con artisti come Billy Joel, America e i Fleetwood Mac, il cui album Rumours (1977) fu il più venduto del decennio. In contrasto, l'hard rock era molto spesso derivato dal blues rock ed era suonato più forte e con maggiore intensità. Poneva spesso enfasi sulla chitarra elettrica, sia come strumento per dare il ritmo sia per dare il via a riff semplici e ripetitivi e spesso era utilizzato con effetti di distorsione e similari. Tra gli anticipatori sono da annoverare gruppi della British Invasion come i Kinks e artisti psichedelici come Cream, Jimi Hendrix e il Jeff Beck Group. Le band con influenze hard rock che hanno avuto successo internazionale negli ultimi anni '70 includevano Queen, Thin Lizzy, Aerosmith, AC/DC e Van Halen.

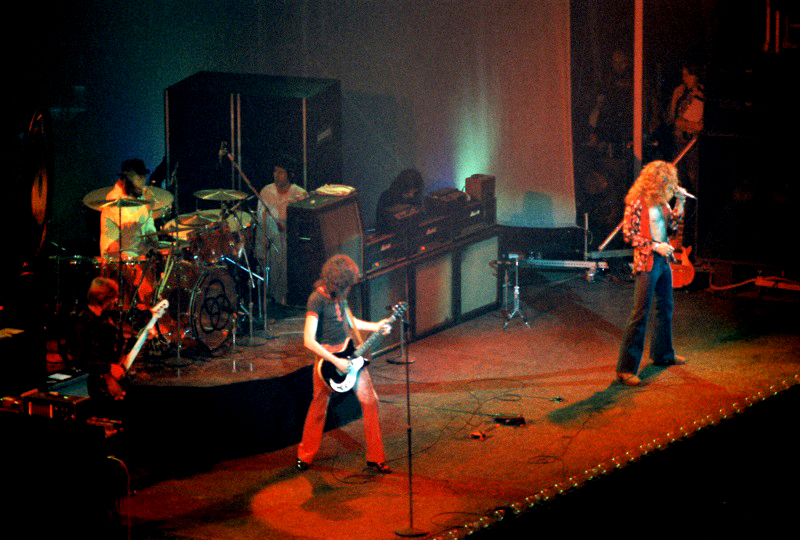
Led Zeppelin in concerto al Chicago Stadium nel gennaio 1975

Dalla fine degli anni '60 il termine "heavy metal" iniziò ad essere usato per descrivere dell'hard rock suonato con ancora più volume e intensità, prima come aggettivo e all'inizio degli anni '70 come sostantivo. Il termine fu usato per la prima volta nella musica in "Born to Be Wild" (1967) degli Steppenwolf e iniziò ad essere associato a band pioniere come Blue Cheer di San Francisco, James Gang di Cleveland e Grand Funk Railroad del Michigan. Negli anni settanta tre band britanniche chiave svilupparono i suoni e gli stili caratteristici che hanno contribuito a plasmare il sottogenere. I Led Zeppelin hanno aggiunto elementi fantasy al loro blues-rock carico di riff, i Deep Purple hanno portato elementi sinfonici e medievali dalla loro fase progressive e i Black Sabbath hanno introdotto elementi gotici e dell'armonia modale, contribuendo a produrre un suono più "oscuro". Questi elementi furono accolti da una "seconda generazione" di band heavy metal alla fine degli anni '70, tra cui: Judas Priest, UFO, Motörhead e Rainbow dalla Gran Bretagna; Kiss, Ted Nugent e Blue Öyster Cult dagli Stati Uniti; Rush dal Canada e Scorpions dalla Germania, tutti segni dell'espansione della popolarità del sottogenere. Nonostante la mancanza di airplay e la presenza molto scarsa nelle classifiche dei singoli, l'heavy metal della fine degli anni settanta ha costruito un seguito considerevole, in particolare tra i maschi adolescenti della classe operaia in America del Nord e in Europa.

### Christian rock
Il rock, soprattutto il filone dell'heavy metal, è stato a lungo criticato da leader cristiani, che l'hanno condannato come immorale, anticristiano e addirittura demoniaco. Nonostante ciò, il rock cristiano iniziò a svilupparsi verso la fine degli anni '60, in particolare nel Sud della California ed emerse come sottogenere negli anni '70 con artisti come Larry Norman, solitmente considerata la prima "star" del Christian rock. Il genere è diffuso soprattutto negli Stati Uniti. Molti artisti rock cristiani hanno legami con la scena musicale cristiana contemporanea. Dagli anni '80, alcuni artisti di pop cristiano hanno raggiunto un discreto successo mainstream. Sebbene questi artisti fossero in gran parte accettabili nelle comunità cristiane, l'adozione di stili heavy rock e glam metal da parte di band come gli Stryper, che ottennero un notevole successo mainstream negli anni '80, fu più controversa. Dagli anni '90 c'è stato un aumento di artisti che hanno cercato di evitare l'etichetta di band cristiane, preferendo essere considerati gruppi che erano anche cristiani, come i P.O.D. e i Collective Soul.

### Heartland rock

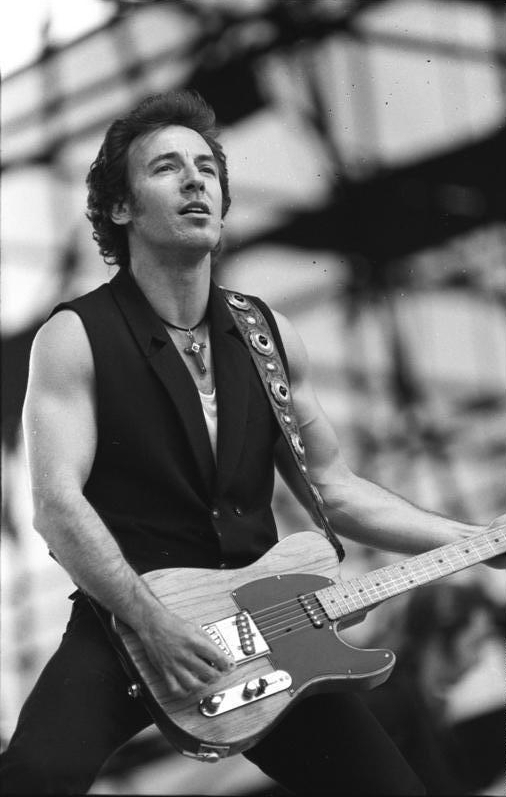
Bruce Springsteen

L'Heartland Rock americano orientato alla classe operaia, caratterizzato da uno stile musicale diretto e da una preoccupazione per la vita della gente comune americana, si è sviluppato nella seconda metà degli anni '70. Il termine heartland rock è stato usato per la prima volta per descrivere gruppi arena rock del Midwest come Kansas, REO Speedwagon e Styx, ma che sono stati associati a una forma più socialmente interessata di roots rock e più direttamente influenzata dal folk, dal country e dal rock and roll. È stato visto come una controparte del Midwest americano e della Rust Belt del country rock della costa occidentale e del southern rock del sud americano. Guidato da figure che inizialmente erano state identificate con il punk e la New Wave, è stato fortemente influenzato da artisti come Bob Dylan, i Byrds, Creedence Clearwater Revival e Van Morrison, il garage rock e degli anni '60 e i Rolling Stones.
Personaggio emblematico del rock anni ottanta è Bruce Springsteen il cui Heartland Rock è caratterizzato da uno stile musicale semplice e rimandi alla vita operaia americana. Già conosciuto negli Stati Uniti grazie a Born to Run del 1975 e The River del 1980, fu grazie al suo album del 1984, Born in the U.S.A., registrato insieme alla sua fedele E Street Band, che diventò una star planetaria. L'Heartland rock rientra anche tra le influenze di artisti dallo stile diverso come Billy Joel, Kid Rock e i Killers.
L'Heartland Rock è svanito come genere riconosciuto all'inizio degli anni '90, poiché la musica rock in generale e i temi dei colletti blu e della classe operaia bianca in particolare, hanno perso influenza sul pubblico più giovane, e gli artisti dell'Heartland rock si sono rivolti a opere più personali. Molti artisti heartland rock continuano a registrare oggi con successo di critica e commerciale, in particolare Bruce Springsteen, Tom Petty e John Mellencamp, sebbene i loro lavori siano diventati più personali e sperimentali e non rientrano facilmente in un singolo genere. Gli artisti più recenti la cui musica sarebbe stata forse etichettata come heartland rock se fosse stata pubblicata negli anni '70 o '80, come Bottle Rockets del Missouri e Uncle Tupelo dell'Illinois, si trovano spesso etichettati come alt-country.

## L'era punk e la new wave

### Punk rock

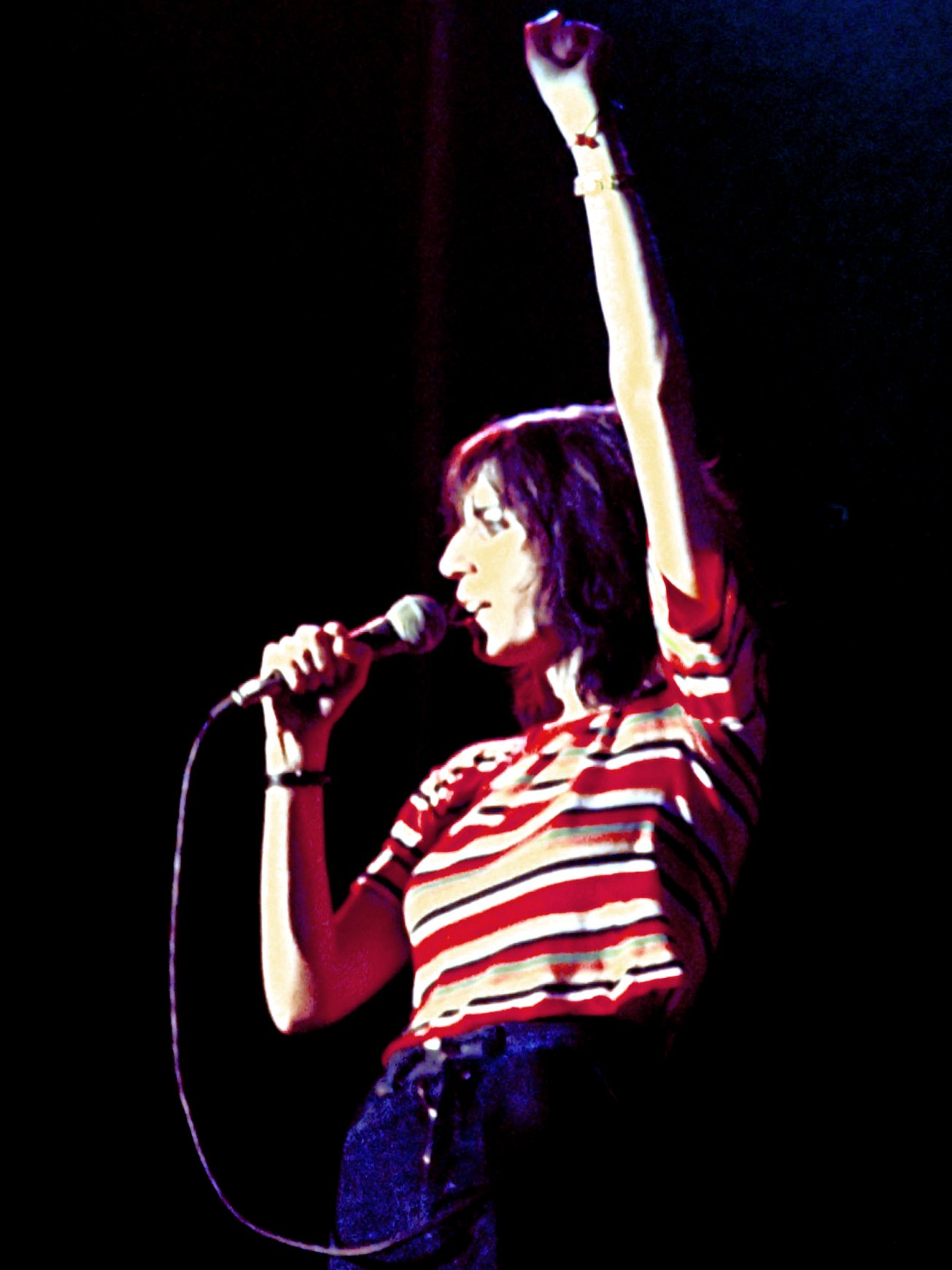
Patti Smith in concerto nel 1976

Una nuova corrente sconvolse il discorso musicale dalla seconda metà degli anni settanta: il punk. Secondo alcuni critici il pensiero punk nacque negli anni sessanta grazie ai Velvet Underground. Lou Reed venne successivamente riconosciuto dai punk come uno dei padri fondatori del movimento, divenendo un'icona dello stesso tanto da guadagnarsi la copertina del primo numero della rivista Punk Magazine. Ci furono anche altri gruppi precursori del punk, tra i più celebri si possono citare MC5 e The Stooges, che avevano il sound rozzo e sporco caratteristico del punk. Durante i primi anni settanta assistiamo alla nascita del proto-punk, ovvero quel filone di gruppi di ispirazione garage che precedettero l'ondata punk rock dei metà anni settanta, come i già citati MC5 e The Stooges, Patti Smith o New York Dolls, che diedero alla luce i primi accenni di punk rock proprio sulle basi del garage. Il punk rock infatti sarà considerato un genere direttamente discendente dal garage rock per le sue caratteristiche generalmente più grezze e distorte rispetto al rock and roll più tradizionale. I gruppi punk hanno creato musica veloce e dal taglio deciso, in genere con canzoni brevi, strumentazione essenziale e testi spesso politici e anti-establishment. Il punk abbraccia un'etica DIY, con molte band che autoproducono le proprie registrazioni e le distribuiscono attraverso canali informali

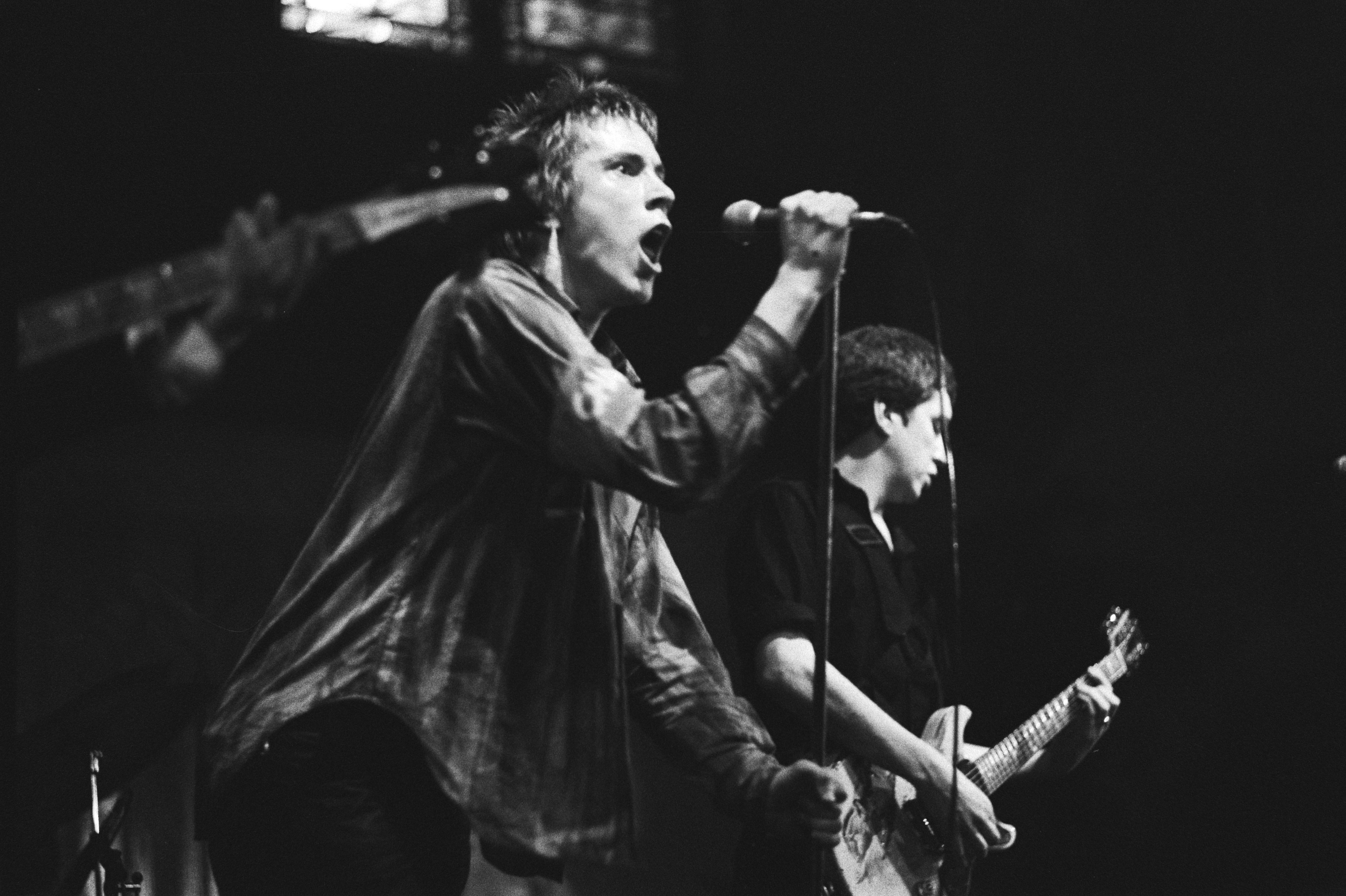
Il cantante Johnny Rotten e il chitarrista Steve Jones dei Sex Pistols

Alla fine del 1976, artisti come i Ramones e Patti Smith a New York e i Sex Pistols e i Clash a Londra furono riconosciuti come l'avanguardia di un nuovo movimento musicale. L'anno successivo vide il punk rock diffondersi in tutto il mondo. Il punk divenne rapidamente un importante fenomeno culturale nel Regno Unito. La scaramuccia televisiva in diretta dei Sex Pistols con Bill Grundy il 1 dicembre 1976 fu il momento spartiacque nella trasformazione del punk britannico in un importante fenomeno mediatico, anche se alcuni negozi si rifiutavano di immagazzinare i dischi ed era difficile trovare la trasmissione radiofonica. Nel maggio 1977, i Sex Pistols raggiunsero nuove vette di controversia (e il numero due della classifica dei singoli) con una canzone che faceva riferimento alla regina Elisabetta II, "God Save the Queen", durante il suo Giubileo d'argento. I Sex Pistols crearono molte controversie durante la loro breve carriera, attirando l'attenzione su di loro e mettendo spesso in secondo piano la musica. I loro show e i loro tour erano ripetutamente ostacolati dalle autorità, e le loro apparizioni pubbliche spesso finivano disastrosamente. L'ondata di ribellismo dei primi anni punk è testimoniata dagli album Ramones dei Ramones, Never Mind the Bollocks, Here's the Sex Pistols dei Sex Pistols e il primo disco dei Clash.  Per la maggior parte, il punk si è radicato in scene locali che tendevano a rifiutare l'associazione con il mainstream. Emerse una sottocultura punk associata, che esprimeva ribellione giovanile e caratterizzata da stili di abbigliamento distintivi e una varietà di ideologie antiautoritarie.
All'inizio degli anni '80, stili più veloci e aggressivi come hardcore e Oi! erano diventati gli stili predominanti del punk rock. Ciò portò alla nascita di diversi sottogeneri di hardcore punk, come D-beat, anarco punk, grindcore e crust punk. La filiazione del punk approdò anche alla New wave, al post-punk e al movimento del rock alternativo.

### New wave

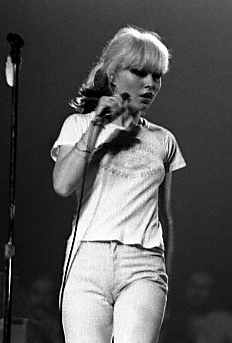
Deborah Harry dei Blondie, in concerto a Toronto nel 1977

La new wave e la sua sottocultura sbocciano assieme ai primi gruppi punk rock, a tal punto che, inizialmente, punk e new wave sono considerati quasi sinonimi. Successivamente, però, i termini cominciano ad assumere significati diversi: gruppi come Television, Talking Heads, Blondie, Devo e The Police, che stavano ampliando il loro ventaglio strumentistico, incorporando ritmi orientati alla dance, e lavorando con una produzione più ripulita, vennero chiamati "New Wave" piuttosto che "punk". I dirigenti discografici, che erano stati per lo più disorientati dal movimento punk, riconobbero il potenziale degli artisti new wave più accessibili e iniziarono a firmare e commercializzare in modo aggressivo qualsiasi band che potesse rivendicare una connessione remota con il punk o la new wave. Combinando elementi della musica e moda punk con uno stile più orientato al pop, artisti New Wave come i The Cars ed Elvis Costello diventano molto popolari in entrambi i lati dell'Atlantico.
Il new wave diventa un termine generico per tutta la musica mainstream ispirata al punk, racchiudendo stili disparati come il 2 tone ska, il mod revival basato sui The Jam e il fenomeno New romantic incarnato dai Duran Duran, Spandau Ballet, Ultravox, Talk Talk ed Eurythmics. Un sottogenere che spicca è inoltre il synth pop, con forti influenze dei Kraftwerk e del compositore francese Jean-Michel Jarre. Questo periodo ha coinciso con l'ascesa di MTV e ha portato a una grande visibilità per il synth-pop, creando quella che è stata caratterizzata come una seconda British Invasion. MTV Europe inaugura le sue trasmissioni con il videoclip di Money for Nothing dei Dire Straits, brano che paradossalmente può essere interpretato anche come una sorta di invettiva contro le rockstar che appaiono in televisione. I Dire Straits (letteralmente «terribili ristrettezze») sono considerati un unicum nel panorama del periodo, poiché il loro stile musicale risulta del tutto fuori moda e in netta contrapposizione rispetto alle tendenze dell'epoca: la band britannica – guidata dal chitarrista, cantante e compositore Mark Knopfler – propone infatti un rock limpido ed essenziale, ispirato principalmente al blues, al country e al rock and roll americano delle origini. Le loro canzoni, caratterizzate spesso da un tono introspettivo, presentano inoltre testi ricercati e connotati da una forte impronta narrativa. I Dire Straits raggiungono il culmine della popolarità nel 1985 con l'album Brothers in Arms, che tuttavia costituisce l'opera meno rappresentativa della loro produzione; registrato interamente con l'ausilio di tecnologie digitali, Brothers in Arms è il primo album a vendere più di un milione di copie in compact disc, contribuendo dunque alla diffusione del nuovo formato.

### Post-punk

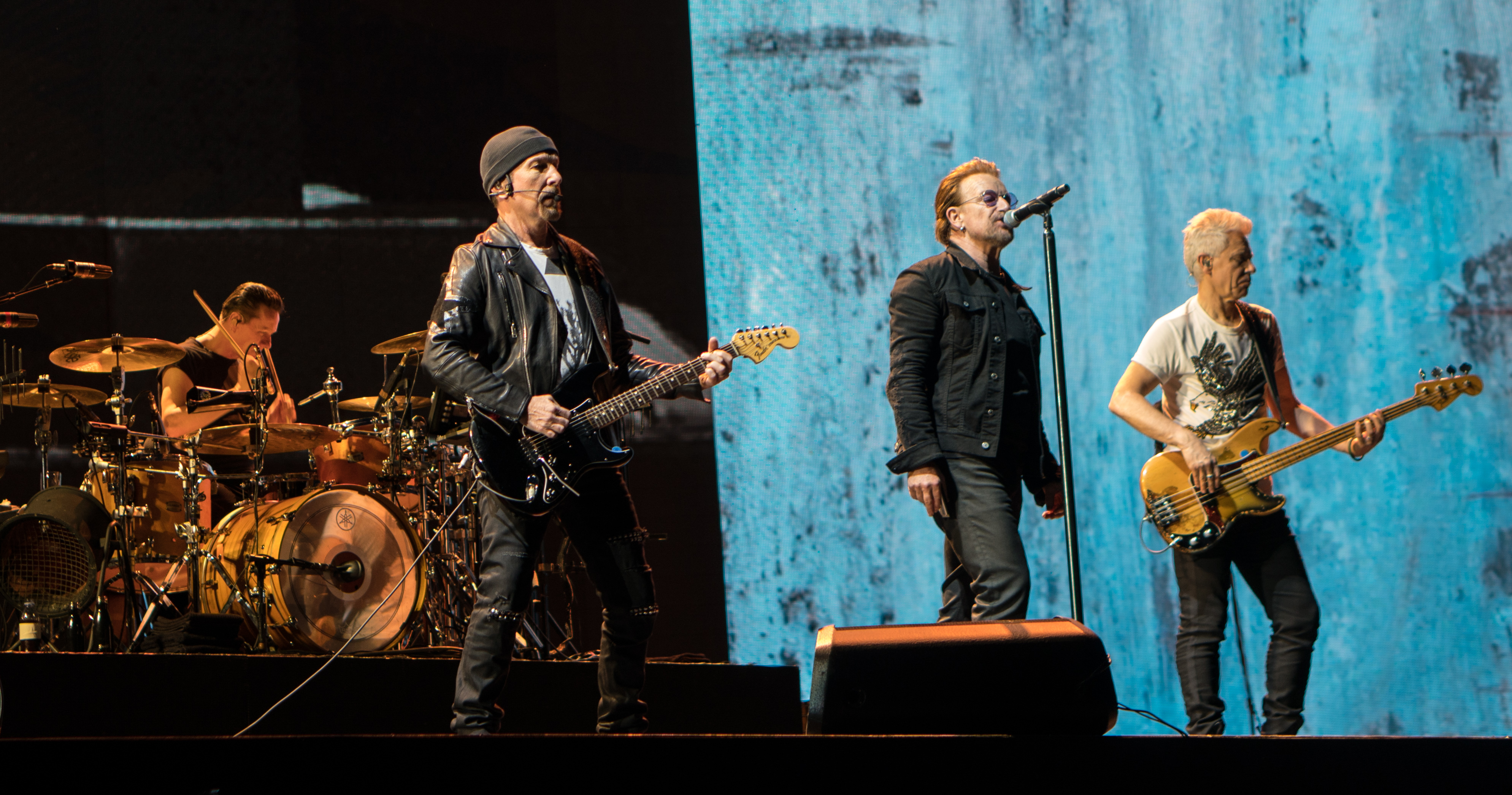
Gli U2 in concerto durante il the Joshua Tree Tour 2017

Verso la fine degli anni settanta nacque anche il post-punk, che fonde il punk rock con elementi sperimentali provenienti da artisti come i newyorkesi Velvet Underground, Roxy Music e David Bowie e da generi come disco, dub e krautrock (soprattutto i Can e i Kraftwerk). Esso non è da intendere come un genere musicale vero e proprio, ma piuttosto come un'etichetta utilizzata per quei gruppi che intorno al 1980 iniziarono ad unire il punk rock con vari altri generi musicali. Tra i primi contributori al genere ci sono le band statunitensi Pere Ubu, Devo, i The Residents e i Talking Heads.
Tra i gruppi della scena underground degli anni ottanta sono sicuramente da citare i gruppi post-punk come i Wire, The Fall e Public Image Ltd., la cui attività causerà la nascita di molti dei generi derivati dal post-punk. In particolare i PIL con la loro musica cupa e decadente influenzarono il successivo movimento rock gotico capitanato da Joy Division, Bauhaus, The Cure, The Sound, The Sisters of Mercy e Killing Joke. In Australia si affermarono Nick Cave e i Birthday Party. I membri di Bauhaus e Joy Division hanno esplorato nuovi territori stilistici rispettivamente come Love and Rockets e New Order. Un altro dei primi movimenti post-punk è stata la musica industriale sviluppata dalle band britanniche Throbbing Gristle e Cabaret Voltaire e dai newyorkesi Suicide, utilizzando una varietà di tecniche elettroniche e di campionamento che emulavano il suono della produzione industriale e che si sarebbero sviluppate in una varietà di forme di musica post-industriale negli anni '80.
La seconda generazione di gruppi post-punk britannici che sfondarono nei primi anni '80, inclusi The Fall, Pop Group, Mekons, Echo and the Bunnymen e Teardrop Explodes, tendevano ad allontanarsi dai paesaggi sonori dark. Probabilmente il gruppo di maggior successo emerso dal post-punk sono gli U2. La band irlandese, influenzata inizialmente dal post punk di band come i Joy Division, è caratterizzata dall'utilizzo di tematiche religiose, politiche e socioeconomiche, che contribuiranno a costruire l'immagine del frontman Bono Vox. Alla fine degli anni '80 gli U2 erano diventati una delle più grandi band al mondo.  Sebbene molte band post-punk abbiano continuato a registrare e ad esibirsi, il post-punk è declinato come movimento a metà degli anni '80 quando gli artisti si sono sciolti o hanno esplorato altre aree musicali, ma ha continuato a influenzare lo sviluppo della musica rock ed è stato visto come un elemento importante nella creazione del movimento del rock alternativo.

### L'heavy metal anni ottanta
Durante la metà degli anni settanta, i Motörhead introdussero nell'heavy metal una sensibilità punk rock e una crescente enfasi sulla velocità. A partire dalla fine degli anni settanta, le band della New Wave of British Heavy Metal come Iron Maiden e Saxon seguirono in modo simile. Entro la fine del decennio, i fan dell'heavy metal divennero noti come "metalhead" o "headbanger".
Durante gli anni ottanta, il glam metal divenne popolare con gruppi come Europe, Mötley Crüe e Bon Jovi. Nel frattempo, tuttavia, le scene underground produssero una serie di stili più aggressivi: il thrash metal fece il suo ingresso nel mainstream con gruppi come Metallica, Slayer, Megadeth e Anthrax, mentre altri sottogeneri estremi come death metal, black metal e il successivo groove metal sono rimasti fenomeni prevalentemente subculturali.
Nei tardi anni ottanta divennero celebri anche i Guns N' Roses, che nei loro primi album proposero in modo aggiornato e diretto le sonorità hard rock ed heavy metal degli anni precedenti.

### L'emergere del rock alternativo

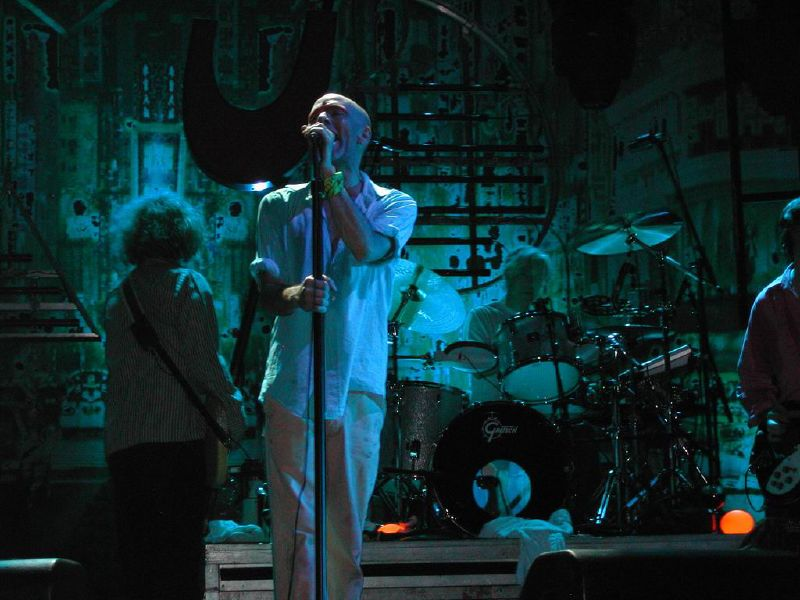
I R.E.M. sono stati una band rock alternativo di successo tra anni ottanta e novanta

Il rock alternativo è un genere derivato dal punk rock emerso negli anni ottanta ma divenuto abbastanza popolare negli anni novanta. Il termine alternative venne coniato negli anni ottanta per descrivere quelle band che si ispiravano al punk rock che facevano parte di etichette indipendenti e non commerciali. Il rock alternativo è caratterizzato dalla presenza di elementi stilistici della musica punk, che ha posto le basi per la musica alternativa negli anni settanta. Importanti gruppi rock alternativi degli anni ottanta negli Stati Uniti includevano R.E.M., Hüsker Dü, Jane's Addiction, Sonic Youth e Pixies, e nel Regno Unito i The Cure, i New Order, i Jesus and Mary Chain e i The Smiths. Rifiutarono il synth-pop dominante dei primi anni ottanta, segnando un ritorno ad un rock basato sulla chitarra.
Mentre numerosi artisti come i R.E.M. o i Red Hot Chili Peppers hanno avuto un successo commerciale, molti artisti di culto del rock alternativo durante gli anni ottanta incidevano e pubblicavano i propri lavori tramite etichette indipendenti tanto da avere successo grazie alle radio universitarie. I primi gruppi di rock alternativo hanno esercitato una notevole influenza sulla generazione di musicisti che ottennero un successo mainstream negli anni '90. Gli stili di rock alternativo negli Stati Uniti durante gli anni '80 includevano il jangle pop, associato alle prime registrazioni dei R.E.M., che incorporavano le chitarre squillanti del pop e del rock della metà degli anni '60, e il college rock, termine usato per descrivere band alternative che iniziarono nel circuito dei college e nelle radio dei college, inclusi artisti come 10.000 Maniacs e i Feelies. Nel Regno Unito, il rock gotico era dominante all'inizio degli anni ottanta, ma alla fine del decennio band indie o dream pop come Primal Scream, Bogshed, Half Man Half Biscuit e the Wedding Present e band denominate shoegaze come My Bloody Valentine, Slowdive, Ride e Lush. Particolarmente vivace è stata la scena di Madchester, che ha prodotto band come Happy Mondays, Inspiral Carpets e Stone Roses. Il decennio successivo vedrà il successo del grunge negli Stati Uniti e del Britpop nel Regno Unito, portando il rock alternativo nel mainstream.

## Il rock alternativo anni novanta

### Grunge

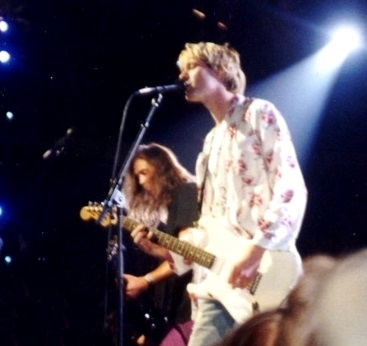
I Nirvana in concerto nel 1992

In contrapposizione al rock più commerciale di quel tempo, nacque il grunge, genere nato prodotto principalmente nello Stato di Washington degli Stati Uniti d'America, in particolare nella città di Seattle, a partire dalla seconda metà degli anni ottanta. La scena di Seattle proprio in quegli anni si rivelava, infatti, una delle più fertili del panorama mondiale, producendo gruppi che mescolavano influenze estremamente eterogenee, principalmente l'heavy metal e il punk rock, ma anche l'hardcore punk, l'hard rock e il post-hardcore. Il genere divenne noto come grunge, un termine che descriveva il suono sporco della musica e l'aspetto trasandato della maggior parte dei musicisti, che si ribellavano attivamente alle immagini troppo curate di altri artisti. Fra gli elementi comuni delle band grunge, si possono citare la ripresa di sonorità di chiara derivazione heavy metal, hard rock e punk rock, le finalità di denuncia e l'utilizzo dello strumento musicale come protesta contro l'establishment politico e culturale del momento, e i testi, che trattano spesso argomenti apatici ed angosciosi, come la frustrazione di vivere, la tristezza, la depressione, la rabbia verso una vita vissuta passivamente, la ribellione.
Band come i Green River, i Soundgarden, i Melvins e gli Skin Yard furono i pionieri del genere, diventando con i Mudhoney i gruppi grunge con più successo nella fine degli anni ottanta. Il successo commerciale planetario del genere grunge è da individuare nell'anno 1991, anno della realizzazione per l'etichetta discografica Geffen Records dell'album Nevermind dei Nirvana con il singolo Smells Like Teen Spirit. La musica dei Nirvana presentava tratti più melodici dei suoi predecessori. I Nirvana furono una delle prime band grunge ad utilizzare i tradizionali meccanismi di promozione e marketing aziendale come video su MTV, esposizioni nei negozi e l'uso di consulenti radiofonici che promuovevano le loro canzoni nelle principali stazioni rock tradizionali. Sempre nel 1991 vide la luce Ten, il primo album dei Pearl Jam, nel 1992 uscirono Dirt degli Alice in Chains e Core degli Stone Temple Pilots, mentre nel 1994 uscì Superunknown dei Soundgarden. Le principali etichette discografiche firmarono la maggior parte delle restanti band grunge a Seattle, mentre un secondo afflusso di artisti si trasferì in città nella speranza di raggiungere il successo. Tuttavia, con la morte di Kurt Cobain e il successivo scioglimento dei Nirvana nel 1994, i problemi del tour dei Pearl Jam e l'abbandono del cantante degli Alice in Chains Layne Staley nel 1998, il genere iniziò a declinare, in parte oscurato dal Britpop e dal post-grunge, caratterizzato da un suono più commerciale.

### Britpop

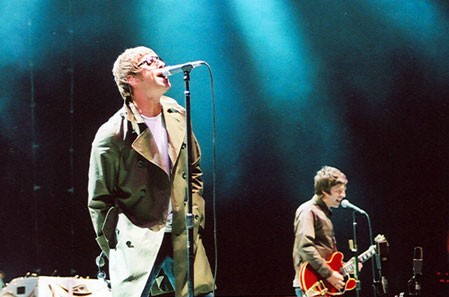
Gli Oasis in concerto nel 2005

All'inizio degli anni novanta, mentre la scena musicale americana era dominata dal grunge, nel Regno Unito ci fu l'affermarsi di numerose band della scena indipendente e underground britannica che cercarono di riattualizzare e modernizzare le melodie pop dei gruppi britannici degli anni sessanta come i Beatles, dando vita ad una vera e propria corrente stilistica definita britpop. Le radici del genere risalgono alla fine degli anni '80, quando a Manchester, da cui provenivano anche i The Smiths, emerse la scena "Madchester". Il movimento è stato visto in parte come una reazione contro varie tendenze musicali e culturali con sede negli Stati Uniti alla fine degli anni '80 e all'inizio degli anni '90, in particolare il fenomeno grunge, e come una riaffermazione di un'identità rock britannica. Il Britpop aveva uno stile vario, ma spesso usava melodie e ganci accattivanti, oltre a testi con tematiche tipicamente britanniche e l'adozione dell'iconografia della British Invasion degli anni '60, inclusi i simboli dell'identità britannica precedentemente utilizzati dai mod. La scena emerse intorno al 1992 con le prime pubblicazioni dei Suede e dei Blur, a cui si aggiunsero band come Oasis, Pulp, Supergrass ed Elastica, il cui successo ha contribuito a lanciare, se non a creare, il movimento come fenomeno di massa. Caratteristica del britpop fu la rivalità, orchestrata dalla stampa, fra Oasis e Blur, molto simile a quella fra Beatles e Rolling Stones, inizialmente vinta dai Blur, con gli Oasis che conquistarono successivamente l'Europa e gli Stati Uniti con l'album (What's the Story) Morning Glory?. Mentre band come i Blur erano più influenzate dagli Small Faces e dai Kinks, gli Oasis trassero ispirazione dai Rolling Stones, Beatles e Stone Roses. I gruppi britpop lanciarono il movimento rock alternativo britannico come fenomeno di massa e costituirono l'ossatura di un ampio movimento culturale britannico chiamato Cool Britannia. Sebbene le sue band più popolari, in particolare Blur e Oasis, siano state in grado di diffondere il loro successo commerciale all'estero, in particolare negli Stati Uniti, il movimento andò in pezzi entro la fine del decennio.

### Post-grunge

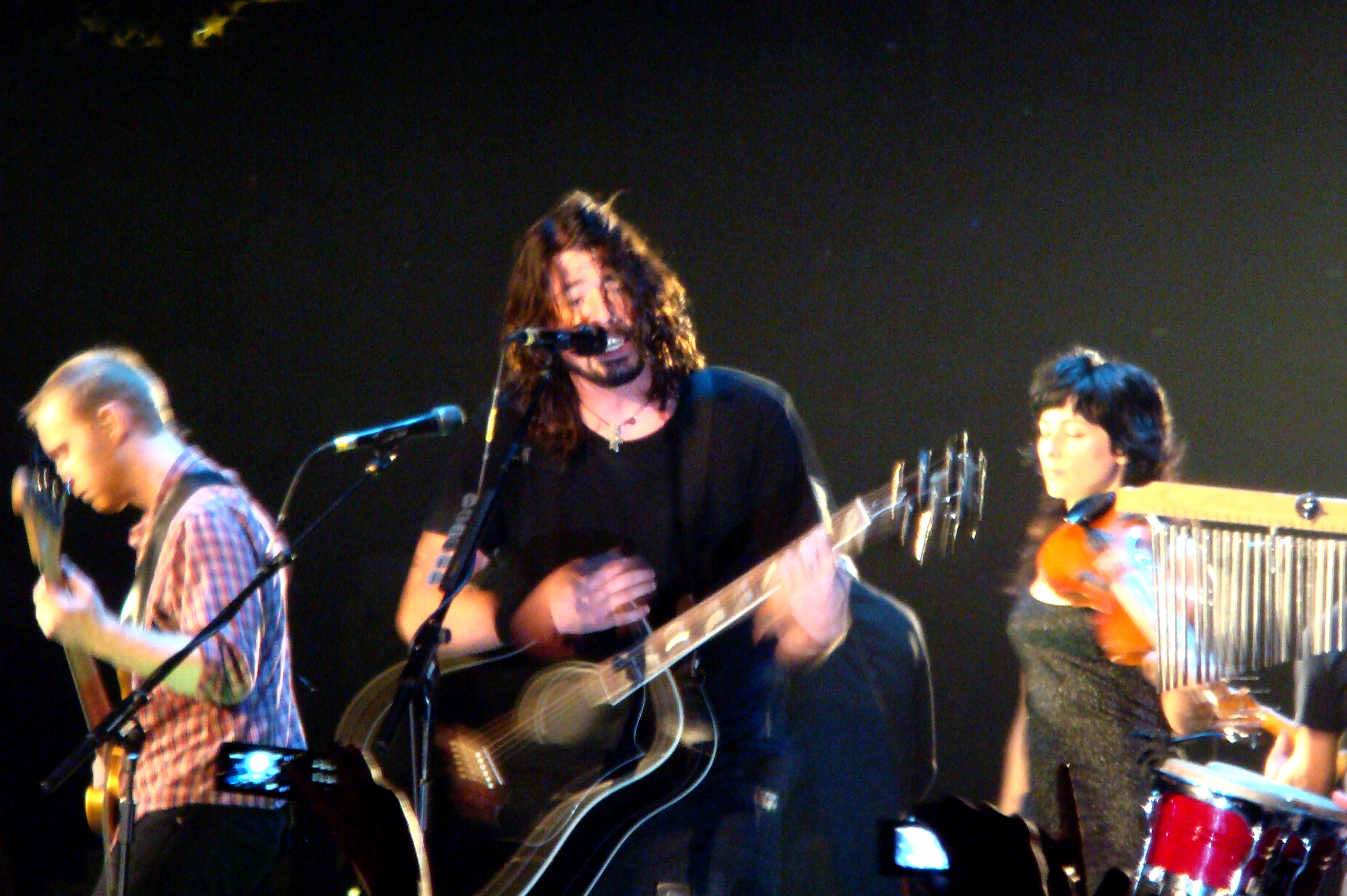
Foo Fighters in concerto nel 2007

Sull'onda della morte di Kurt Cobain, cantante dei Nirvana, si sviluppò un nuovo stile musicale chiamato post-grunge. Il termine post-grunge è stato coniato per la generazione di band che ha seguito l'emergere nel mainstream e il successivo sparire delle band grunge di Seattle. Le band post-grunge emulavano i loro atteggiamenti e la loro musica, ma con un suono più commerciale. Spesso hanno pubblicato i loro lavori presso le major e sono arrivati a incorporare influenze dal jangle pop, pop-punk, alternative metal o hard rock. In origine, le band grunge emerse quando il grunge era mainstream ed erano sospettate di emulare il suono grunge erano etichettate in modo peggiorativo come post-grunge.
I Foo Fighters, la nuova band di Dave Grohl, l'ex batterista dei Nirvana, aiutarono a rendere ancor più popolare il genere, ed emersero diversi gruppi come Bush, Creed, Audioslave, Candlebox, Collective Soul, Goo Goo Dolls, Everclear e Live. Anche la cantante Alanis Morissette trovò il successo etichettata come artista post-grunge. Nel 1995 il suo album Jagged Little Pill ebbe rilevante successo, con singoli come You Oughta Know, influenzando durante la fine degli anni novanta cantanti pop come Fiona Apple, Jewel e Liz Phair. Il post-grunge si è trasformato alla fine degli anni '90 quando sono emerse band post-grunge come Creed e Nickelback. Band come Creed e Nickelback hanno portato il post-grunge nel 21º secolo con un notevole successo commerciale, abbandonando la maggior parte dell'angoscia e della rabbia del movimento originale a favore di testi più convenzionali, e sono state seguite in questo modo da atti più recenti tra cui Shinedown, Seether, 3 Doors Down e Puddle of Mudd.

### Pop punk

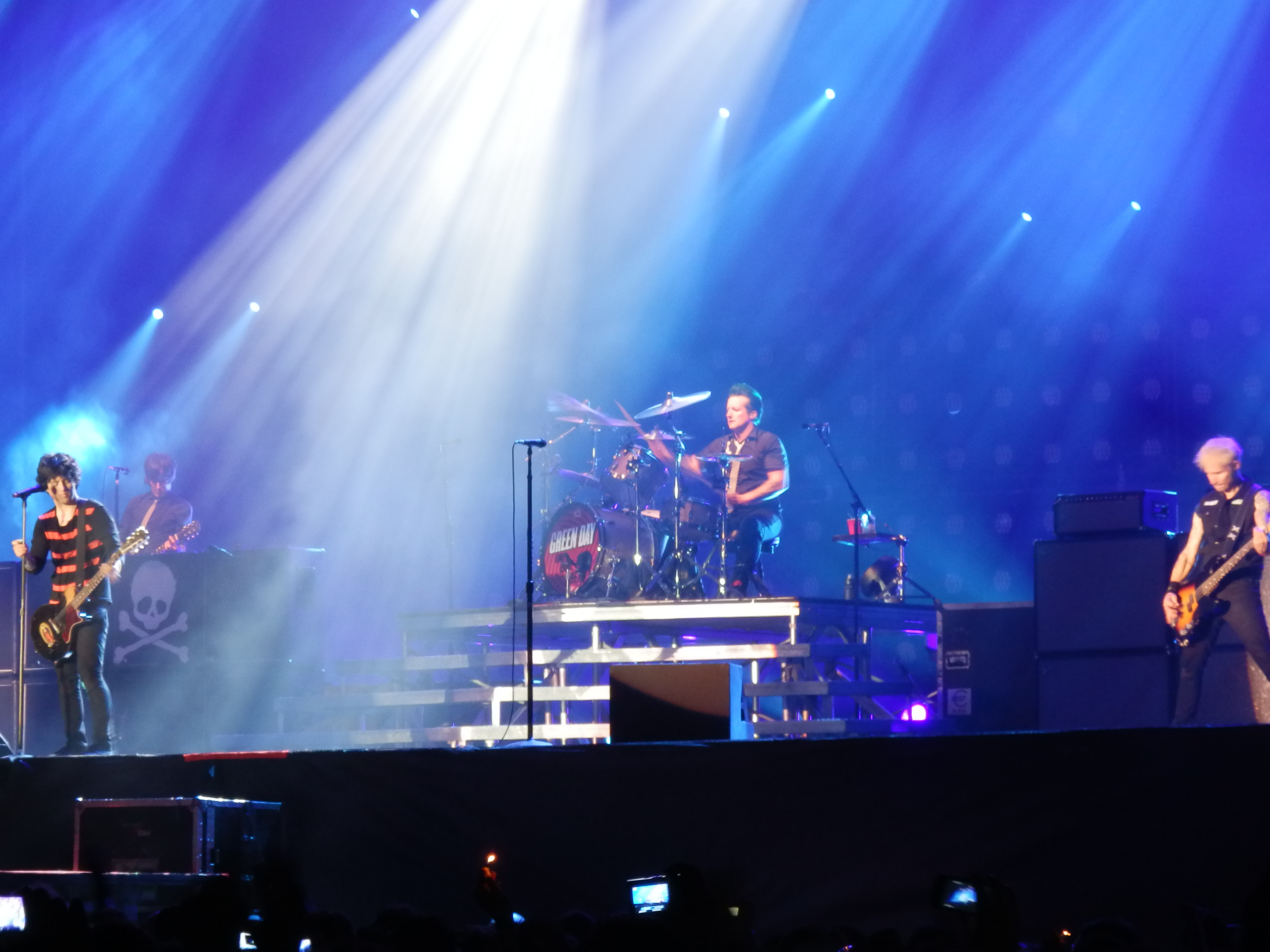
I Green Day in concerto nel 2013

Con il loro apprezzamento verso i Beach Boys ed il bubblegum pop della fine degli anni sessanta, i Ramones gettarono le basi per quello che sarebbe poi stato conosciuto come pop punk. Le origini del pop punk degli anni settanta possono essere viste in band punk degli anni novanta come Buzzcocks e Clash, in gruppi new wave di successo commerciale come i Jam e gli Undertones e in gruppi alternative rock degli anni ottanta con elementi hardcore. Il pop punk tende a usare melodie power-pop e cambi di accordi con tempi punk veloci e chitarre ad alto volume.
Il successo vero e proprio del genere però ha inizio verso la fine degli anni ottanta e primi anni novanta con l'avvento della nuova corrente detta punk revival. I gruppi a saper meglio sfruttare il potenziale commerciale di questi generi e a lanciare il "revival" furono Green Day, Weezer, The Offspring, seguiti poi da NOFX (classificabili comunque nel melodic hardcore punk) e Rancid, che affermarono il genere a livello mondiale. Nel 1994 i Green Day passarono ad una major e pubblicarono l'album Dookie, che trovò un nuovo pubblico, in gran parte adolescente, e si rivelò a sorpresa un enorme successo commerciale. Sono stati presto seguiti dall'omonimo debutto dei Weezer, che portò a tre singoli nella top ten negli Stati Uniti. Questo successo aprì le porte alle vendite multi-platino del gruppo punk metallico Offspring con Smash (1994). Questa prima ondata di pop punk ha raggiunto il suo apice commerciale con Nimrod (1997) dei Green Day e Americana (1998) di The Offspring.
Alla fine degli anni novanta questo sottogenere è stato poi portato a nuove vette commerciali con i Blink-182, seguiti a loro volta da Good Charlotte, Simple Plan e Sum 41, che hanno usato l'umorismo nei loro video ed hanno avuto un tono più radiofonico della loro musica, pur mantenendo la velocità, parte dell'atteggiamento e persino il look punk anni '70. Le formazioni pop punk successive, tra cui All Time Low, 5 Seconds of Summer, The All-American Rejects e Fall Out Boy, avevano un suono che è stato descritto come più vicino all'hardcore degli anni ottanta, pur ottenendo comunque un successo commerciale. Nella seconda metà degli anni 2000 hanno acquisito popolarità anche gruppi come Panic! at the Disco, My Chemical Romance e Paramore.

### Indie rock

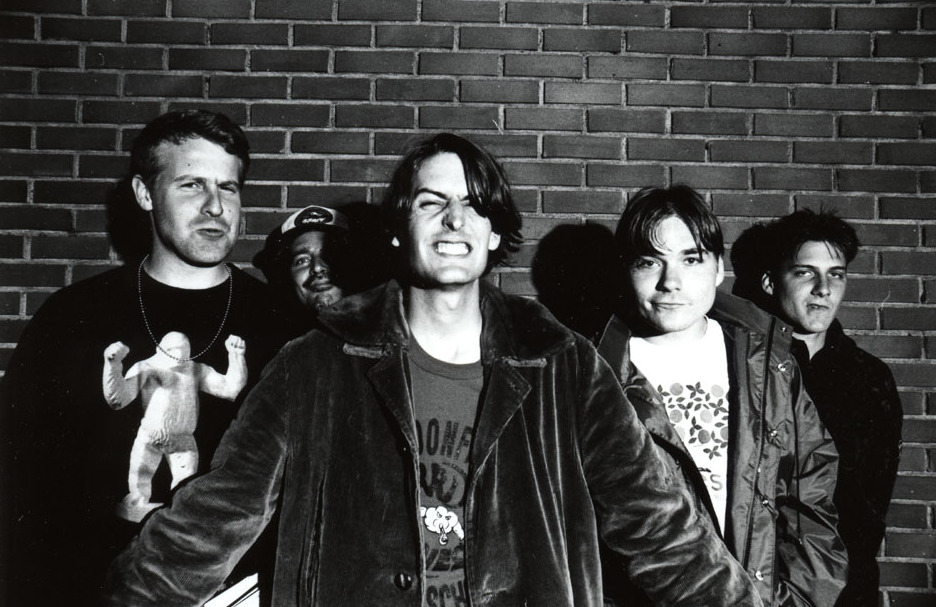
Il gruppo Lo-fi indie rock Pavement

Negli anni ottanta le locuzioni «indie rock» e «rock alternativo» erano usate in modo intercambiabile. Verso la metà del decennio seguente, quando elementi del movimento iniziarono ad attirare l'interesse del mainstream, in particolare il grunge e poi il Britpop, il post-grunge e il pop-punk, il termine alternative iniziò a perdere il suo significato. Quelle band che seguivano i contorni meno commerciali della scena venivano sempre più indicate dall'etichetta indie rock. I gruppi indie rock mantennero un completo controllo sulla loro musica e sulle loro carriere, spesso pubblicando album con le proprie etichette indipendenti, puntando su tour e radio indipendenti o di college per farsi pubblicità. Collegati più per la loro etica che per il loro approccio musicale, il movimento indie rock comprende una vasta gamma di stili, da band largamente influenzate dal grunge come i Cranberries e i Superchunk, band sperimentali come i Pavement fino a cantanti punk-folk singers come Ani DiFranco. Attualmente, molti paesi hanno una scena indie molto ampia, con band molto meno popolari dei gruppi commerciali, virtualmente sconosciuti fuori dai loro paesi, ma abbastanza noti per sopravvivere all'interno di essi.
Entro la fine degli anni '90 molti sottogeneri riconoscibili, la maggior parte con le loro origini nel movimento alternativo della fine degli anni '80, furono inclusi sotto l'ombrello dell'indie. Il Lo-fi ha evitato le raffinate tecniche di registrazione per un'etica D.I.Y. ed è stato guidato da Beck, Sebadoh e Pavement. Il lavoro di Talk Talk e Slint ha contribuito a ispirare sia il post rock, uno stile sperimentale influenzato dal jazz e dalla musica elettronica, introdotto da Bark Psychosis e ripreso da artisti come Tortoise, Stereolab e Laika, oltre a portare a uno math rock dallo stile più denso e complesso e basato sulla chitarra, sviluppato da artisti come Polvo e Chavez. Lo Space rock ha guardato indietro alle radici progressive, con artisti minimalisti e pesanti come gli Spacemen 3, le due band create dalla sua scissione, Spectrum e Spiritualized, e gruppi successivi tra cui Flying Saucer Attack, Godspeed You! Black Emperor e Quickspace. Al contrario, lo Slowcore ha enfatizzato il dolore e la sofferenza attraverso l'uso melodico di strumentazione acustica ed elettronica nella musica di band come American Music Club e Red House Painters, mentre il revival del Baroque pop ha reagito contro la musica lo-fi e la musica sperimentale ponendo l'accento sulla melodia e la strumentazione classica, con artisti come Arcade Fire, Belle and Sebastian e Rufus Wainwright.

### Alternative metal, rap rock, rap metal e nu metal
L'alternative metal è emerso dalla scena hardcore del rock alternativo negli Stati Uniti alla fine degli anni '80, ma ha guadagnato un pubblico più ampio dopo che il grunge è entrato nel mainstream all'inizio degli anni '90. I primi gruppi alternative metal fondevano l'heavy metal con elementi di hardcore punk (Corrosion of Conformity), post punk (Helmet), funk, rock progressivo, heavy metal, dance rock (Jane's Addiction, Primus), noise rock (Helmet, The Jesus Lizard), grunge (Alice in Chains, Soundgarden), industrial (Ministry, Nine Inch Nails) e rap (Rage Against the Machine, Body Count, Biohazard, downset.), ma anche con altri generi.

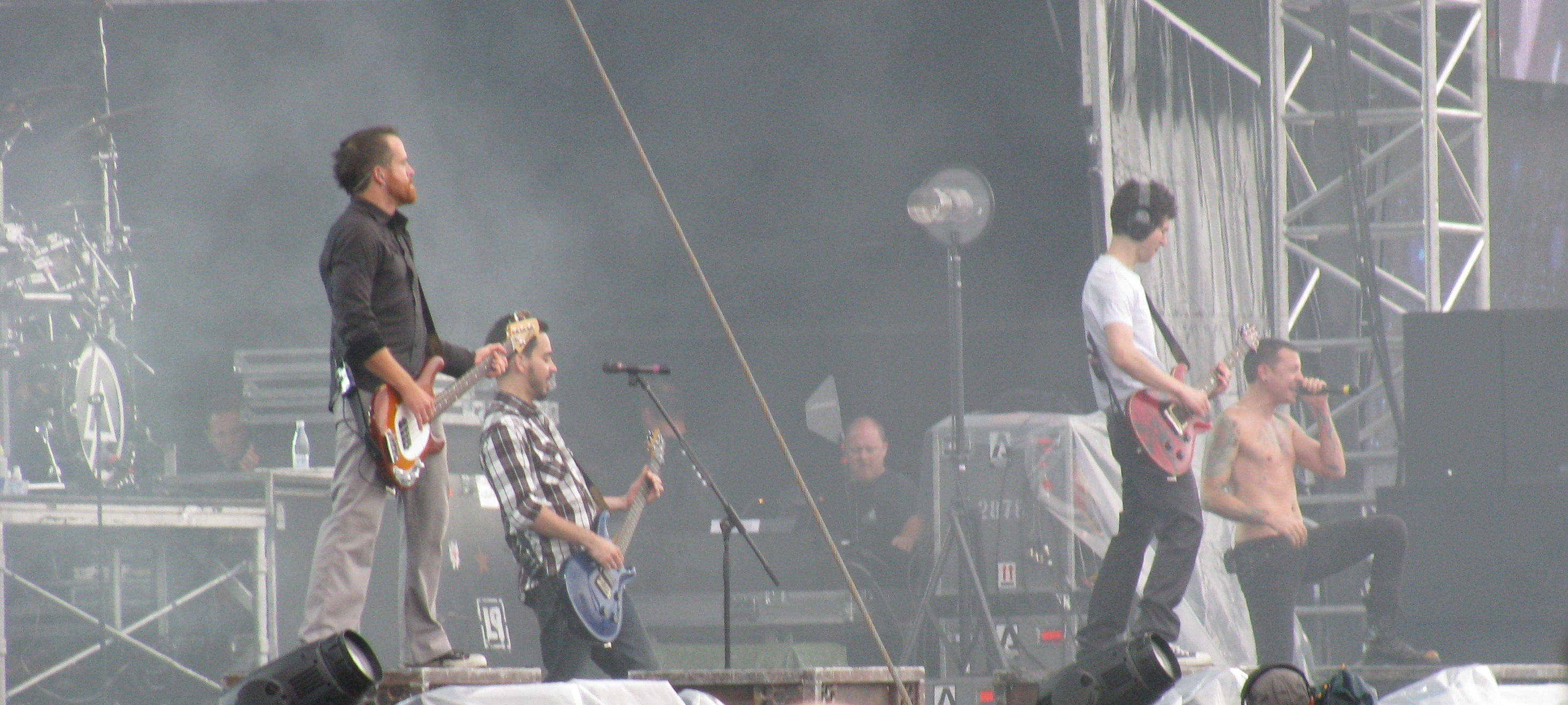
I Linkin Park in concerto

Le prime tracce di partiture "rappate" su basi rock si possono già trovare nell'album Sandinista!, pubblicato dai britannici The Clash nel 1980. Anche i Blondie realizzarono nello stesso periodo un brano simile, Rapture. Tra i primi artisti crossover sono da annoverare Run DMC e Beastie Boys. Il rapper di Detroit Esham divenne famoso per il suo stile "acid rap", che fondeva il rap con un suono che era spesso basato sul rock e sull'heavy metal. I rapper che hanno campionato canzoni rock includevano Ice-T, The Fat Boys, LL Cool J, Public Enemy e Whodini. La fusione di thrash metal e rap è stata sperimentata dagli Anthrax nel 1987, con la pubblicazione del loro singolo "I'm the Man".
Nel 1990 i Faith No More fecero il loro ingresso nel mainstream con la pubblicazione del singolo "Epic", considerato spesso la prima combinazione davvero riuscita di heavy metal e rap, già proposta anni prima dagli stessi interpreti con l'uscita del precedente "We Care a Lot". Questo ha permesso l'acquisizione di popolarità da parte di altri gruppi come 24-7 Spyz e Living Colour, e di altri nuovi tra cui Rage Against the Machine e Red Hot Chili Peppers, che hanno fuso rock e hip hop tra le altre influenze. Nella prima ondata di artisti ad ottenere il successo mainstream come rap rock c'erano 311, Bloodhound Gang e Kid Rock. I termini "rap metal" e "nu metal" furono usati per denotare il rilancio e la contaminazione dell'hard rock e del metal ad opera di gruppi come Korn, Rage Against the Machine e Limp Bizkit. Tra i principali gruppi della scena nu metal possono essere citati Korn, Deftones, Limp Bizkit, Linkin Park, Coal Chamber, Disturbed, System of a Down, Slipknot, Incubus, P.O.D., Saliva, Papa Roach e Crazy Town.
Nel 2001 il nu metal ha raggiunto il suo apice con album come Break the Cycle degli Staind, Satellite dei P.O.D., Iowa degli Slipknot e Hybrid Theory dei Linkin Park. Dal 2002 segni che la popolarità del nu metal si stava indebolendo erano evidenti. Il quinto album dei Korn, da lungo aspettato, Untouchables e il secondo album dei Papa Roach Lovehatetragedy non vendettero come i loro album precedenti. Le presenze delle formazioni nu metal sulle stazioni radio e su MTV incominciarono a diminuire, a vantaggio di band pop punk/emo. Da allora molti gruppi hanno cambiato il loro stile, per avvicinarsi ai più convenzionali hard rock ed heavy metal.

### Post-britpop

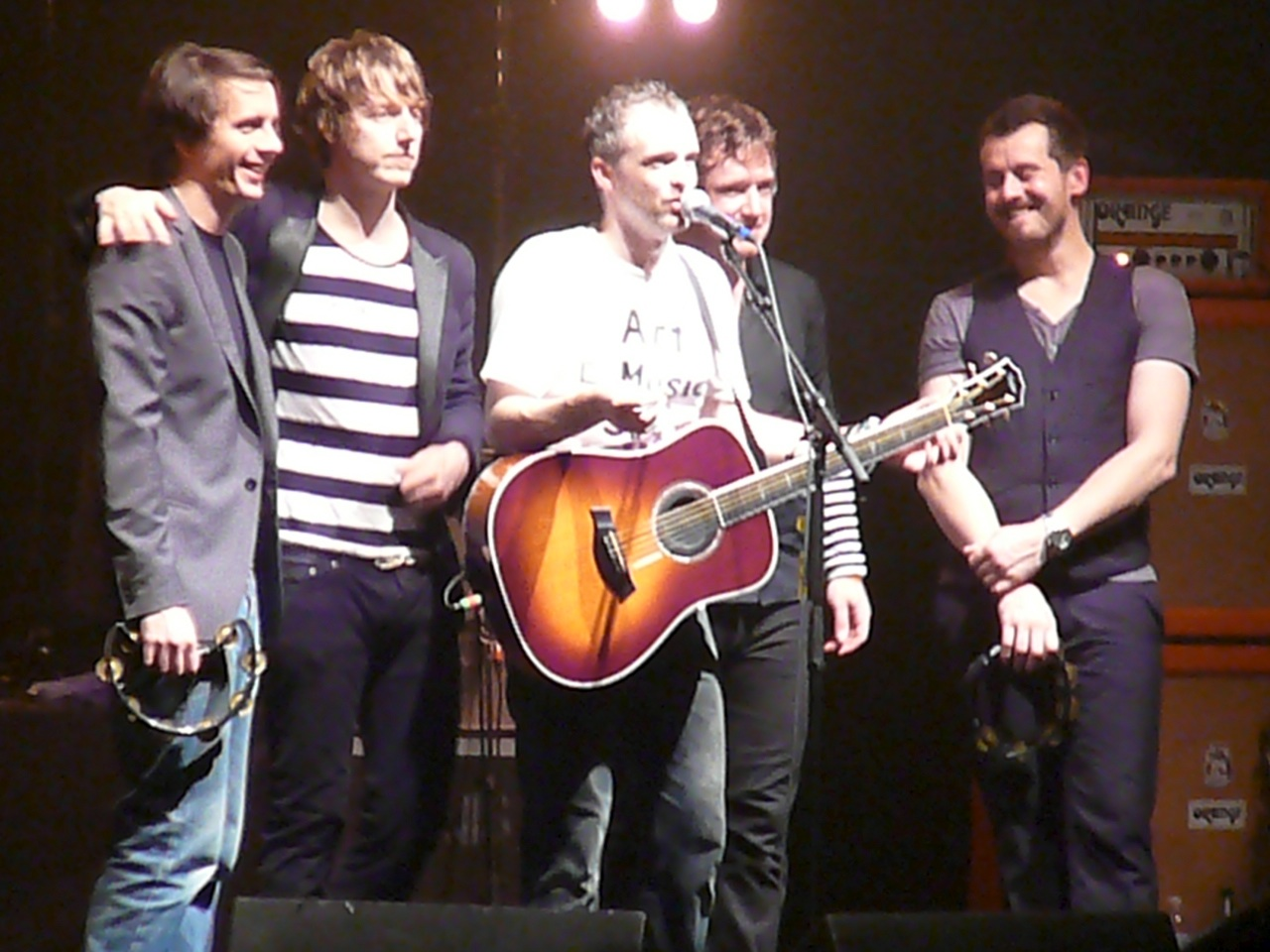
I Travis nel 2007

Come il movimento britpop incominciò a dissolversi, band emergenti iniziarono ad evitare l'etichetta di gruppi Britpop mentre ancora producevano musica derivata da essa. Molte di queste band tendevano a mescolare elementi del rock britannico anni sessanta, prendendo ispirazione da artisti come Beatles, Rolling Stones e Small Faces, con sonorità grunge e noise d'oltreoceano. Provenienti da tutto il Regno Unito (con diverse band importanti che provengono dal nord dell'Inghilterra, dalla Scozia, dal Galles e dall'Irlanda del Nord), i temi della loro musica tendevano ad essere meno centrati campanilosamente sulla vita britannica, inglese e londinese e più introspettivi di quanto non lo fosse stato il Britpop al suo apice. Questo, oltre a una maggiore disponibilità a impegnarsi con la stampa e i fan americani, potrebbe aver aiutato alcuni di loro a raggiungere il successo internazionale.
Devono al britpop la loro fortuna, per essere stati portati sulla sua onda pubblicitaria e commerciale, band non definibili Britpop ma molto legati al revival del rock britannico tradizionale come i The Verve con Urban Hymns (1997), i Radiohead con Ok Computer (1997), vincitore del Grammy Award del 1998 come miglior album, i Travis con The Man Who (1999) e i Coldplay, pienamente ispirati a melodie e giri armonici ancora una volta stile Beatles con suoni e spunti chitarristici wave, con il loro album di debutto Parachutes (2000).  Questi gruppi fornirono probabilmente una piattaforma di lancio per il successivo garage rock o post-punk revival, che è stato anche visto come una reazione al loro stile di rock introspettivo.

## Il nuovo millennio
Gli anni duemila sono stati caratterizzati progressivamente dalla parziale sparizione della musica come fenomeno di massa e alla sua frammentazione in tendenze più piccole.
Emergono alcuni elementi caratteristici del decennio, come l'uso del software Auto-Tune, l'avvento di Internet, di lettori multimediali come iTunes e piattaforme di condivisione di video come YouTube. Grazie alla presenza di siti di download gratuiti, prima perseguiti poi tollerati, l'industria discografica viene messa in crisi. Non potendo contare sui ricavi dalle vendite degli album, la principale fonte di guadagno per gli artisti diventano i concerti. Musicisti contemporanei e grandi mostri sacri della musica si lanciano in tour interminabili per il mondo. Gli album pubblicati diventano un pretesto per pubblicizzare le tournée (e non viceversa come negli anni precedenti).
Emblematico è il caso degli U2 che ottengono uno scarso successo con l'album No Line on the Horizon, ma fanno il tutto esaurito negli stadi di tutto il mondo con il loro gigantesco U2 360º Tour, uno degli spettacoli dal vivo più imponenti mai organizzati.

### Post-hardcore ed emo
Il post-hardcore si è sviluppato negli Stati Uniti, in particolare nelle aree di Chicago e Washington tra l'inizio e la metà degli anni '80, con band ispirate dall'etica fai-da-te e dalla musica pesante dell'hardcore punk, ma influenzate dal post-punk, adottando formati di canzoni più lunghi, strutture musicali più complesse e stili vocali talvolta più melodici.
Il termine Emo o Emo-core si riferisce ad un genere inizialmente compreso all'interno del punk rock, ed è perciò considerato un suo sottogenere. La prima scena emo operava come una scena underground, con band di breve durata che pubblicavano dischi in vinile in piccole tirature su piccole etichette indipendenti. Di fondamentale importanza per la genesi dello stile furono gli Hüsker Dü con il loro album Zen Arcade, pubblicato nel 1984 e i Naked Raygun con Throb Throb nel 1985. Questi lavori, sebbene siano comunque per la gran parte etichettabili come hardcore punk, furono infatti diversi dal sound hardcore più grezzo e violento visto sino ad allora, e contenevano una maggiore attenzione sia ai testi che alla tecnica musicale, tanto da influenzare moltissimo la scena musicale di Washington tanto che fu proprio in questa zona che venne usato per la prima volta il termine emo per definire band in sostanza sempre hardcore ma con sonorità più melodiche e ricche. 
I Jimmy Eat World alla fine degli anni novanta si mossero in una direzione più mainstream. Nel 2001 realizzarono l'album Bleed American con cui modificarono le influenze emo degli esordi. Allo stesso tempo, l'uso del termine emo si espanse oltre il genere musicale, venendo associato alla moda, a un'acconciatura e a qualsiasi musica che esprimesse emozione. Anche i nuovi gruppi stilisticamente vicini ai Jimmy Eat World furono inclusi nel genere. Il 2003 vide il successo di Chris Carrabba dei Dashboard Confessional. Proprio questa band dà il via alla vera e propria terza ondata dell'emo, ponendo le basi stilistiche per tutti i gruppi che attualmente godono di grande successo. Con il successo di Dashboard Confessional e Jimmy Eat World le major discografiche si lanciarono alla ricerca di gruppi dal suono simile, un po' come era successo nei primi anni novanta con il genere grunge.

### Garage rock/Post-punk revival

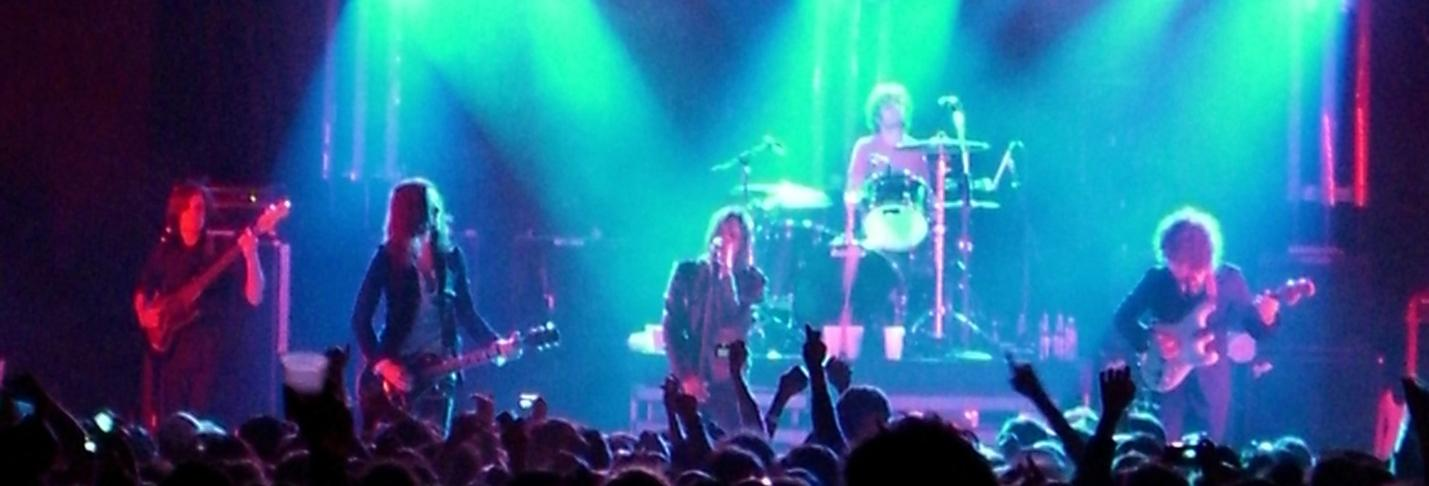
I The Strokes in concerto nel 2006

All'inizio degli anni 2000, un nuovo gruppo di band che suonava una versione essenziale del rock per chitarra, è emerso nel mainstream. Sono stati variamente denominati come parte di un garage rock, new wave o post-punk revival.. Poiché le band provenivano da tutto il mondo, citavano influenze diverse (dal blues tradizionale, alla new wave e al grunge) e adottavano stili di abbigliamento diversi, la loro unità come genere è stata contestata. C'erano stati tentativi di far rivivere il garage rock e gli elementi del punk negli anni '80 e '90 e nel 2000 le scene erano cresciute in diversi paesi.
Il termine post-punk revival fu coniato da vari critici musicali per indicare band come The Rapture, The Strokes (Is This It del 2001) e White Stripes (Elephant, nel 2003, che contiene Seven Nation Army). Una seconda ondata di band garage rock/post-punk revival che hanno ottenuto successi internazionali sono gli americani The Killers, Kings of Leon, Interpol, i britannici Arctic Monkeys, Franz Ferdinand, Placebo, The Fratellis, MGMT e LCD Soundsystem e gli australiani Jet.

### Metalcore
Il metalcore, un ibrido di metal estremo e hardcore punk, è emerso come una forza commerciale nel decennio della metà degli anni 2000. Negli anni '80 e '90, il metalcore era principalmente un fenomeno underground. A metà degli anni 2000, il metalcore è diventato uno dei sottogeneri heavy metal più popolari con il successo di band come Bleeding Through, Avenged Sevenfold, Killswitch Engage, Hatebreed, Atreyu, Shadows Fall, As I Lay Dying, Unearth, Trivium, Bullet for My Valentine e All That Remains.
Nel 2004, il melodic metalcore, influenzato anche dal melodic death metal, era così popolare che The End of Heartache dei Killswitch Engage e The War Within di Shadows Fall debuttarono rispettivamente al numero 21 e 20 della classifica degli album di Billboard. Evolvendosi ulteriormente dal metalcore arriva il mathcore, uno stile più ritmicamente complicato e progressivo. Negli anni 2000 è inoltre emerso un genere metal fusion estremo noto come deathcore, che incorpora elementi di death metal, hardcore punk e metalcore.
L'heavy metal è rimasto popolare negli anni 2000, in particolare nell'Europa continentale. Nel nuovo millennio la Scandinavia era emersa come una delle aree di produzione di band innovative e di successo, mentre Belgio, Paesi Bassi e soprattutto Germania erano i mercati più significativi. La musica metal è accolta più favorevolmente in Scandinavia e nel Nord Europa rispetto ad altre regioni a causa della maggiore apertura sociale e politica di questi paesi.

### Rock elettronico
Il rock elettronico o digital rock unisce il rock alla musica elettronica (che può essere intesa sotto altrettanti sottogeneri che possono variare dalla musica da discoteca, come house, trance, ambient e electroclash, ad altri generi di elettronica, primo fra tutti l'industrial). In parole povere, il rock elettronico non è altro che un genere ibrido, dove il largo impiego di strumentazioni elettroniche, campionamenti e tastiere costituisce la caratteristica predominante del modo di comporre di alcuni degli artisti del genere. Gli artisti di questo genere usano sovente suoni artificiali, tramite l'utilizzo di sintetizzatori, campionatori e drum machine. Il rock elettronico può avere molte sfaccettature, in quanto i musicisti di questa categoria provengono dai generi più disparati. Caratteristiche simili sono riscontrabili nel Synth pop, il quale ha in comune con il synth rock il largo uso di suoni elettronici, ma generalmente più inquadrabili in ambito pop con la minor presenza o assenza di chitarre elettriche, o possono inquadrarsi all'interno di altri generi quali l'industrial metal o l'electro-punk, a seconda delle caratteristiche presenti nella propria musica. Synth rock, electro rock o rock elettronico, sono termini generici che ricoprono un'ampia gamma di stili e forme musicali, che in maniera netta o leggera, uniscono diversi generi musica rock ad altrettanti di musica elettronica.
Negli anni 2000, quando la tecnologia informatica è diventata più accessibile e il software musicale si è ulteriormente sviluppata, è diventato possibile creare musica di alta qualità utilizzando poco più di un singolo computer portatile. Ciò ha comportato un enorme aumento della quantità di musica elettronica prodotta in casa disponibile al pubblico tramite un Internet sempre più in espansione e nuove forme di performance come la live electronics. Queste tecniche iniziarono ad essere utilizzate anche dalle band esistenti e sviluppando generi che mescolavano rock con tecniche e suoni digitali, inclusi indie electronic, electroclash, dance-punk e new rave.

## Declino e nuovi sviluppi (anni 2010-presente)
Negli ultimi anni 2000 e negli anni 2010, il rock ha cominciato a perdere popolarità in ambito mainstream. Alcuni commentatori hanno attribuito questo declino, tra gli altri motivi, all'avvento dell'electronic dance music, e nel 2017 le correnti contemporary R&B, hip hop e trap hanno superato il rock nei consumi musicali. Nella seconda metà degli anni 2010 i critici hanno riscontrato il declino del rock, la sempre maggiore vaghezza delle nuove tendenze, una percepita incapacità da parte dei nuovi artisti di far evolvere il genere, e continui cambi di atteggiamento nella creazione di nuova musica. Bill Flanagan, in un articolo del 2016 per il giornale The New York Times, ha paragonato le attuali difficoltà del rock alla crisi del jazz all'inizio degli anni ottanta, imputandogli "mancanza di spunti creativi e la tendenza a guardare indietro." Vice Media sostiene che la diminuzione di popolarità potrebbe in realtà permettere al genere di attirare un nuovo pubblico, poco abituato agli stili musicali attuali, "senza guadagno ma con qualcosa di inedito da provare."
Nonostante il calo di popolarità in ambito mainstream, alcuni gruppi pop tendenti al rock hanno continuato a riscuotere consensi negli anni 2010, tra questi Tool, Maroon 5, Imagine Dragons, Fall Out Boy, Greta Van Fleet, Panic! at the Disco, The Lumineers, Twenty One Pilots, Walk the Moon, Portugal. The Man, e The Black Keys.

### Effetti del coronavirus sulla scena rock
La pandemia di COVID-19 nel 2020 ha apportato cambiamenti significativi alla scena rock, sia anglosassone che non. A causa della quarantena, vi sono state cancellazioni in massa e posticipi di concerti, tour, festival, pubblicazioni, premiazioni e gare. Gli artisti hanno cominciato ad affidarsi ad esibizioni online, per mantenersi ancora attivi musicalmente. Un altro mezzo per aggirare la quarantena è stato usato in un concerto del cantante e musicista danese Mads Langer: gli spettatori hanno seguito l'esibizione in auto, alla maniera dei drive-in. Dal punto di vista musicale, la pandemia ha dato impulso all'avvento di sottogeneri lenti, acustici e poco energici.

### I revival del pop punk e del post punk
All'inizio degli anni 2020, artisti sia di musica pop sia di musica rap hanno pubblicato registrazioni popolari pop punk, molti di questi prodotti o assistiti dal batterista dei Blink-182 Travis Barker. Tra questi artisti vi sono Machine Gun Kelly, Willow Smith, Trippie Redd, Halsey, Yungblud e Olivia Rodrigo. La popolarità della piattaforma social TikTok ha contribuito a suscitare nostalgia nei confronti di questo stile musicale tra i giovani durante la pandemia. Tra gli album di maggior successo di questo periodo vi sono Tickets To My Downfall di Machine Gun Kelly del 2020, arrivato in cima alla Billboard 200 e il singolo di Olivia Rodrigo "Good 4 U" (2021).
Nei primi anni 2020 sono emersi nuovi gruppi ascritti al revival del post punk, nel Regno Unito e in Irlanda. Le nuove band sono state descritte col termine "Crank Wave", dalle riviste NME e The Quietus nel 2019, ma anche come "Post-Brexit New Wave" dall'autore di NPR Matthew Perpetua nel 2021. Gli artisti identificati in questi termini comprendono Black Midi, Wet Leg, Squid, Black Country, New Road, Dry Cleaning, Shame, Sleaford Mods, Fontaines D.C., The Murder Capital, Idles e Yard Act. Gli artisti post punk che hanno attirato l'attenzione del pubblico e della critica negli anni 2010 e 2020, al di fuori delle isole britanniche includono Parquet Courts, Protomartyr e Geese (Stati Uniti), Preoccupations (Canada), Iceage (Danimarca) e Viagra Boys (Svezia).

## Impatto culturale
Diversi sottogeneri del rock sono diventati centrali per l'identità di un grande numero di sottoculture. Negli anni cinquanta e sessanta fra i giovani britannici si diffusero le sottoculture Teddy Boy e Rocker, che ruotavano intorno al rock and roll statunitense. La controcultura hippy degli anni sessanta era legata strettamente col rock psichedelico. La sottocultura punk degli anni settanta nacque negli Stati Uniti, ma ereditò il suo look caratteristico dalla stilista britannica Vivienne Westwood: il look punk ideato da Westwood si diffuse poi in tutto il mondo. Dalla sottocultura punk sono successivamente nate anche le sottoculture goth ed emo, entrambe caratterizzate da propri look distintivi.

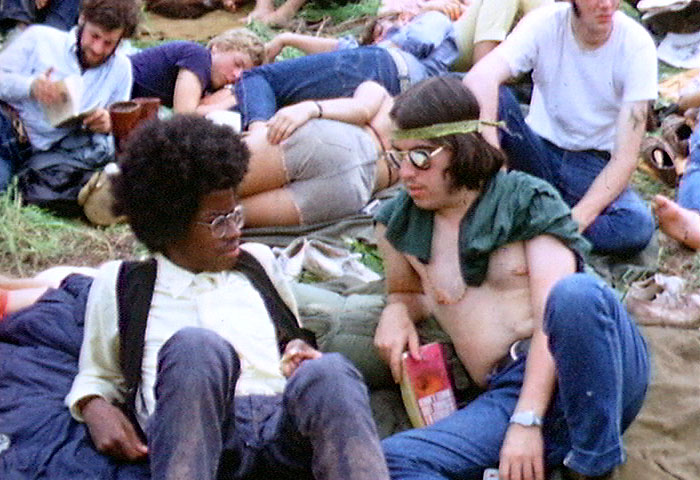
Il Festival di Woodstock del 1969 è stato visto come una celebrazione di uno stile di vita alternativo alla cultura allora dominante

Quando si sviluppò una cultura rock internazionale, essa sostituì il cinema come la fonte principale di influenza sulla moda. Paradossalmente, i fan della musica rock hanno spesso diffidato il mondo della moda, per la sua caratteristica di dare più importanza all'immagine piuttosto che alla sostanza. Le mode rock sono costituite dalla combinazione di elementi di culture e periodi differenti, che hanno espresso visioni differenti riguardo alla sessualità; la musica rock, in generale, è stata criticata per aver propagandato una maggiore libertà sessuale. Il rock è stato anche collegato all'uso di varie droghe: ad esempio il rock psichedelico era associato all'uso di LSD fra anni sessanta e anni settanta, oltre all'uso di cannabis, cocaina ed eroina, droghe elogiate in alcune canzoni rock.
Il rock ha influenzato la mentalità occidentale diffondendo la cultura afroamericana; ma, al contempo, il rock è stato accusato di essersi appropriato e di aver sfruttato la cultura sopraccitata. Mentre la musica rock ha assorbito molte influenze esterne e ha introdotto al pubblico occidentale diverse tradizioni musicali, il diffondersi della musica rock in tutto il mondo è stato interpretato come una forma di imperialismo culturale.
La musica rock ha ereditato la tradizione folk delle canzoni di protesta, con affermazioni politiche su argomenti come guerra, religione, povertà, diritti civili, giustizia e ambiente. Il rock degli anni ottanta sposa l'attivismo politico, che ebbe il suo picco di popolarità negli anni ottanta col singolo "Do They Know It's Christmas?" del 1984 e il concerto Live Aid per l'Etiopia del 1985, che, oltre ad aver sensibilizzato con successo l'opinione pubblica riguardo alla povertà mondiale e ad aver raccolto fondi per gli aiuti umanitari, è stato anche criticato, insieme ad eventi simili, per aver fornito un palcoscenico per l'accrescimento della popolarità e dei guadagni delle star coinvolte.
Sin dalle sue origini la musica rock è stata legata a forme di ribellione contro le norme sociali e politiche, soprattutto nel rifiuto della cultura dominante nel primo rock and roll e nel rifiuto del punk di ogni forma di convenzione sociale, e in generale nel carattere anticonsumistico e anticonformistico della controcultura rock. Dall'altra parte, però, essa può essere anche vista come un mezzo di sfruttamento commerciale di tali idee e come forma di allontanamento dei giovani dall'azione politica. Secondo alcuni giornalisti, la predilezione per la musica rock non contaminata da altre espressioni sonore si è a volte tradotta in un pregiudizio errato e negativo nei confronti della musica di consumo. Questa tendenza, che è stata definita "rockismo", si contrappone al cosiddetto poptimism, che sarebbe la credenza secondo cui la musica pop è degna di essere presa seriamente al pari della musica rock.